# Harry Kane
Harry Edward Kane MBE (Walthamstow, 28 de julho de 1993) é um futebolista inglês que atua como centroavante. Atualmente, joga no Bayern de Munique. O jogador marcou época no Tottenham, tendo ficado 19 anos, contando com as categorias de base no time. É o maior artilheiro da equipe londrina atualmente, além de ser o segundo maior artilheiro da história da Premier League.
Kane fez história com sua seleção ao ser o artilheiro da Copa do Mundo FIFA de 2018 e, junto com a Seleção Inglesa, chegar à semifinal desta Copa, algo que não conseguiam havia 28 anos. Em março de 2023, se tornou o maior artilheiro da história de sua seleção, superando Wayne Rooney.
Na temporada 2024–25, com o Bayern de Munique, Harry Kane conquistou seu primeiro título da carreira aos 31 anos, conquistando a Bundesliga com os Bávaros.

## Carreira

### Início
Kane passou por diversos clubes da Inglaterra durante sua formação, incluindo o Arsenal, maior rival do clube que anos mais tarde o revelaria, o Tottenham Hotspur.

### Tottenham
Chegou aos Spurs em 2004, aos 11 anos, e na temporada 2009–10, atuando pela categoria Sub-18 do clube, alcançou a expressiva marca de 18 gols em 22 jogos.

#### 2009–10
Nesta mesma temporada, foi promovido ao time principal do Tottenham, aparecendo no banco de reservas em algumas partidas da Copa da Inglaterra e da Copa da Liga Inglesa, como contra o Everton, em 27 de outubro de 2009, e contra o Bolton, em 24 de fevereiro de 2010, mas sem atuar por nenhuma partida.

### Leyton Orient (empréstimo)

#### 2010–11
Para ganhar experiência, o jogador foi emprestado para o Leyton Orient, que na época atuava na Football League One, equivalente a terceira divisão da Inglaterra. Naquela temporada, o jogador finalmente pôde estrear profissionalmente. E isso aconteceu na rodada 27, quando o time londrino enfrentou o Rochdale A.F.C. e empataram a partida em 1-1.
Na partida seguinte, Kane fez seu primeiro gol. O time vermelho enfrentou o Sheffield Wednesday F.C. e conseguiram goleá-los por 4-0. O segundo gol da partida foi marcado por Harry, com assistência de Dean Cox.
Na 32ª Rodada da League One, Kane mostraria mais de sua habilidade quando marcou dois gols na partida contra o Bristol Rovers. Ao fim do jogo, o Leyton conseguiu uma goleada de 4 a 1. Kane fez os últimos dois gols da partida jogando apenas 20 minutos.
Ao fim da temporada, Harry atuou em 18 jogos e marcou cinco gols.
A temporada do time de Londres foi regular, mas o time ficou apenas em 7º colocado na divisão nacional,  ficando apenas um ponto de conseguir vaga aos play-offs de acesso à EFL Championship, a segunda divisão do futebol inglês.

### Tottenham (volta de empréstimo)

#### 2011–12
Após ser emprestado ao Leyton Orient, Kane fez sua estreia profissional pelo Tottenham no dia 25 de agosto de 2011, em jogo válido pelos play-offs da Liga Europa daquela temporada. O jogo contra o Hearts, da Escócia, não traz boas memórias para o atacante, já que em sua estreia ele desperdiçou um pênalti. Nesta temporada, marcou também o seu primeiro gol atuando pelo Tottenham. Foi na goleada por 4–0 sobre o Shamrock Rovers, em outro jogo válido pela Liga Europa. No fim da sua passagem, ele fez apenas seis jogos e marcou um gol.

### Millwall (empréstimo)
Com pouco espaço no clube, Harry foi novamente emprestado para um time de Londres da Segunda Divisão. Dessa vez, o jogador assinou com o Millwall até o fim da temporada. No clube, Kane foi responsável por ajudar a equipe a se afastar da zona de descenso. Com apenas 18 anos, o jogador marcou 9 gols em 28 partidas em sua passagem pelo clube do sul de Londres. Sobre as atuações do jogador, o treinador do Millwall na época, Joe Gallen, disse:
| “ | Ele levou um ou dois jogos e então simplesmente deu certo. Os gols geram confiança para todos e, assim que começaram a vir atrás dele, ele se afastou. Não havia como pará-lo, realmente. Trabalhei mais com os avançados, mas não precisei de falar muito com o Harry – no intervalo ou antes dos jogos. Com alguns jogadores, você está constantemente dizendo: 'Faça essa corrida ou segure a bola'. Com Harry, não havia necessidade. Ele estava muito confiante em sua própria habilidade, mas bastante quieto. Dito isto, se as coisas não estivessem indo bem no campo de treinamento, em termos de ele não receber a bola, ele falaria – de uma forma gentil. Não há bagagem com ele. Ele precisava de muito pouca manutenção. Ele não deu: 'Sou jogador do Tottenham.' Ele e Ryan Mason eram rapazes realmente decentes. Tivemos alguns jogadores desse jeito ao longo dos anos, mas eles definitivamente não eram assim fora do campo. | ” |

Ao final de seu segundo empréstimo, Kane recebeu o prêmio de Melhor Jogador Jovem do Millwall por seu desempenho naquela temporada.

### Tottenham (volta do empréstimo)

#### 2012–13
Retornando para seu clube formador, Kane esteve disponível para jogar o primeiro jogo da Premier League de 2012–13 contra o Newcastle United, no dia 18 de agosto de 2012, ele chegou a jogar por 5 minutos na derrota dos Spurs por 2 a 1. Esse foi seu único jogo com a camisa do Tottenham naquela temporada.

### Norwich City (empréstimo)
O Tottenham decidiu emprestar Kane para um time que estava disputando a Premier League daquela temporada. Por isso, mandou o jogador para assinar um contrato de empréstimo com o Norwich City. Ele fez sua estreia no dia 15 de setembro de 2012 em um empate por 0 a 0 contra o West Ham. O jogador viria a se lesionar no metatarso e não atuaria mais até a chegada de dezembro.
Após meses sem atuar pelo time principal, Kane retorna para o seu clube. Ele esteve em campo no dia 29 de dezembro de 2012 e atuou por 46 minutos na derrota do seu time contra o Manchester City por 4-3. Naquela competição, Harry só viria a fazer mais um jogo, que ocorreu na partida seguinte a essa derrota. O jogo em questão, foi contra o West Ham, válido pela 21ª rodada da Premier League. O Norwich perdeu o jogo de 2 a 1, com Kane atuando por 70 minutos. Ao fim da sua breve passagem pelo Norwich, o jogador fez somente três jogos.
Pela FA Cup de 2012-13, Harry só atuou contra o Luton Town pela 4ª Eliminatória. Todavia seu time saiu derrotado por 1-0 e consequentemente foi eliminado.
Pela Copa da Liga Inglesa, Kane jogou apenas o primeiro jogo contra o Doncaster Rovers, onde deu uma assistência na vitória do Norwich por 1-0. O sonho do título para o Norwich terminou quando eles foram eliminados pelo Aston Villa em uma goleada por 4-1. Harry não participou desse jogo. E Terminou sua passagem pelo time com 5 jogos e 1 assistência.

### Leicester City (Empréstimo)
O Tottenham não foi capaz de aumentar suas opções de ataque durante a janela de transferências de janeiro, eles optaram por revogar Kane em 1 de fevereiro de 2013, quatro meses antes de seu retorno. Todavia, o jogador só foi aproveitado, novamente, na equipe sub-21 e logo voltou a ser emprestado.
Sua passagem relâmpago pelo clube, chamou a atenção do Leicester City, que o contratou por empréstimo até o fim da temporada. O time disputava a EFL Championship de 2012-13, Liga que Kane já tinha alguma experiência. No clube, Harry dividiria vestiário com futuros ídolos do Leicester, como Jamie Vardy, Peter Schmeichel, Danny Drinkwater e Wes Morgan. Jesse Lingard e Chris Wood também estavam no clube.
Na equipe, Kane não teve uma passagem memorável. O jogador marcou apenas 2 vezes pelos Foxes e não conseguiu ajudar no acesso do time que teve um jogo dramático contra o Watford para definir a equipe vencedora da semifinal dos play-offs.
Harry Kane terminou sua passagem pelo clube com 15 jogos e dois gols.

### Tottenham (retorno de empréstimo)

#### 2013–14
Após mais três períodos de empréstimo, Kane continuou em seu clube por um período maior do que anteriormente. Ele estreou na Premier League pela 5ª rodada, contra o Cardiff City na vitória dos londrinos por 1 a 0. Entretanto passou a não figurar mais no time titular por algumas rodadas. Com isso, o jogador teve de retornar ao clube Sub-21.
Voltando a atuar pela Premier League, Kane só viria a ter um pouco mais de destaque a partir da rodada 33, quando conseguiu marcar seu primeiro gol pelos Spurs na Premier League. O gol aconteceu aos 59 minutos e marcou a virada do Tottenham contra o Sunderland no White Hart Lane. A assistência foi do dinamarquês Christian Eriksen. No mesmo jogo, Kane também serviu Emmanuel Adebayor para marcar o penúltimo gol do jogo. Ao fim da partida, os londrinos venceram por 5-1.
Em uma oportunidade, Kane comentou sobre seu primeiro gol pelo Tottenham na Premier League:
| “ | Fui emprestado aos 17 anos, as pessoas não perceberam o quão jovem eu era. As pessoas pensam que sou um pouco mais velho, mas o primeiro gol do Tottenham na Premier League aos 20 anos não é ruim. Espero poder seguir em frente agora. Estou esperando a oportunidade de começar. Foi ótimo marcar o gol e espero poder seguir em frente e conseguir mais alguns. Se você pode fazer isso na Premier League, pode fazê-lo em qualquer lugar. | ” |

O técnico do Tottenham na época, Tim Sherwood, elogiou o bom gol do jogador em entrevista ao site oficial do clube:
| “ | Os atacantes eram fluidos, surgindo em diferentes áreas do campo, difíceis de marcar e o principal motivo disso, para mim, era Harry Kane. Achei ele fantástico. Ele deu tudo de si, esticou o Sunderland e abriu espaço para jogadores como Christian Eriksen e Azza (Aaron Lennon) fazerem seus gols. | ” |

No dia 12 de abril de 2014, Harry marcou o segundo gol, do seu time, na partida contra o West Bromwich Albion. A partida terminou empatada em 3-3. sete dias depois, Harry marcou em um clássico londrino contra o Fulham. O jogador desempatou a partida após assistência de Aaron Lennon. O jogo terminou 3 a 1 para os Spurs. Após 2 jogos em branco, Harry viria a fazer sua última participação em gols naquela competição. Na vitória de 3 a 0, o jogador deu assistência para o brasileiro Paulinho abrir o placar contra o Aston Villa.
Naquela competição, Kane fez 10 jogos e 3  gols. O clube ficou na 6ª colocação na tabela e ganhou vaga para Europa League da temporada seguinte.

#### 2014–15
Após boas impressões na temporada passada, Kane começaria a ter mais chances no time principal a partir dessa temporada. Kane voltou a participar diretamente de um gol no dia 2 de novembro de 2014, na 10ª rodada contra o Aston Villa. Aos 90 minutos, com o jogo empatado em 1 a 1, Harry cobra uma falta que entra no gol e garante a vitória dos londrinos dentro do Villa Park.
A partir da 16ª rodada, o jogador viria a fazer 13 gols nos últimos 17 jogos de Liga, conquistando, de vez, a titularidade do time.
O grande momento veio num dérbi contra o Arsenal, partida sempre marcante por se tratar da principal rivalidade de Londres. O jogo foi realizado no dia 7 de fevereiro de 2015, e Kane comandou a vitória de virada sobre os "Gunners", marcando os dois gols do Tottenham na partida. Ao final do jogo, o atacante chegou a se emocionar com os gritos da torcida em sua homenagem.

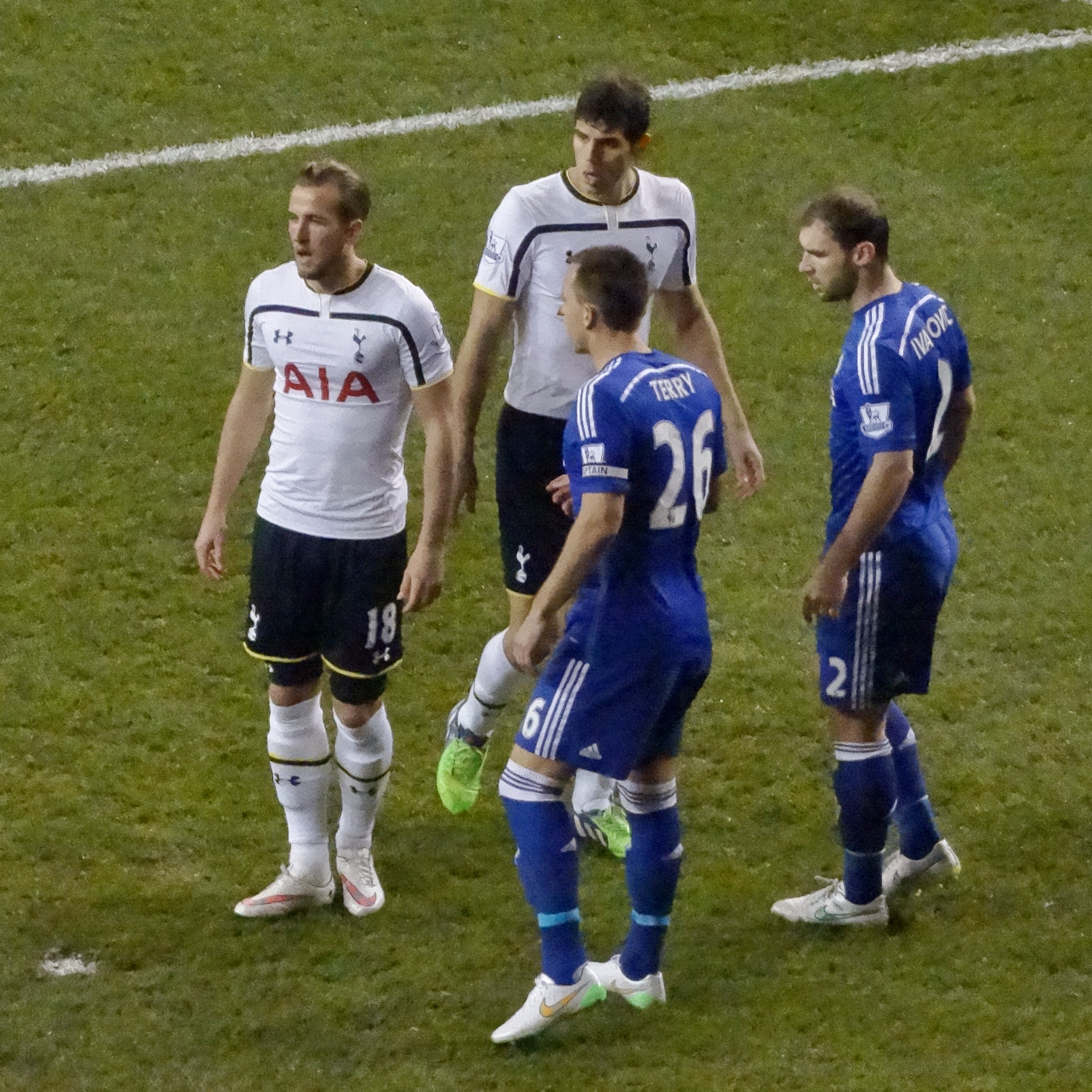
Harry Kane em jogo válido pela 20ª rodada da Premier League. Nessa partida, o jogador fez dois gols. O time de branco venceu o Chelsea por 5-3.

No dia 21 de março, Harry tratou de fazer o seu primeiro hat-trick com o time profissional. A partida foi válida pela 30ª rodada da Premier League, e a "vítima" foi o Leicester City. A partida foi dramática, mas nada pôde impedir que os londrinos conseguissem garantir sua vitória por 4-3. Coincidentemente, os foxes foram o primeiro time que Harry fez a famosa lei do ex, a primeira vez aconteceu no Boxing Day de 2014, quando Kane abriu o placar na vitória dos Spurs por 2 a 1.
Nas duas rodadas que sucederam os três gols de Kane, o jogador apareceu como capitão titular. Infelizmente, o time não venceu nenhuma partida. Empatou a primeira em 0-0 contra o Burnley e perdeu o segundo jogo contra o Aston Villa por 1-0. Harry marcou na rodada seguinte, quando enfrentaram o Newcastle pela 33ª rodada.[carece de fontes?]
Terminou a Premier League como vice artilheiro com 21 gols, somente atrás de Sergio Agüero, que fez 26. Fez tudo isso em 34 partidas, o jogador ainda tratou de fazer 4 assistências. O Tottenham fez uma temporada regular e conseguiu a 5ª colocação e classificou-se à Europa League da temporada posterior.
Harry só fez 2 jogos pela FA Cup de 2014–15. Ele não participou de gols e seu time foi eliminado pelo Leicester na segunda partida após venceram a equipe de Kane por 2-1.
Harry Kane teria sua primeira final da carreira naquela temporada de Copa da Liga Inglesa de 2014–15. Ele começou muito bem a competição, pois marcou nos primeiros três jogos do clube.
Na final, o Tottenham enfrentaria o Chelsea no clássico Chelsea vs. Tottenham. O jogo começou muito equilibrado e o placar só foi aberto aos 44 minutos, quando John Terry acertou um chute com o pé direito após uma falta batida pelo brasileiro Willian, e a bola resvalar em Kurt Zouma. No segundo tempo, aos 55 minutos, o atacante brasileiro naturalizado espanhol, Diego Costa, recebeu passe do espanhol Cesc Fàbregas e conseguiu chutar cruzado ampliando o placar para os blues. A bola ainda contou com desvio no lateral Danny Rose.
A partida ainda marcou um corte na cabeça de César Azpilicueta, após uma disputa de bola aérea com Eric Dier. O corte veio após Harry Kane cobrar uma falta e mandar a bola para dentro da grande área. Ao final do jogo, o Chelsea sagrou-se campeão, mesmo após um bom jogo do atacante. Era o primeiro título do Chelsea na temporada, e o clube ainda viria a ser campeão da Liga.[carece de fontes?]

#### 2015–16

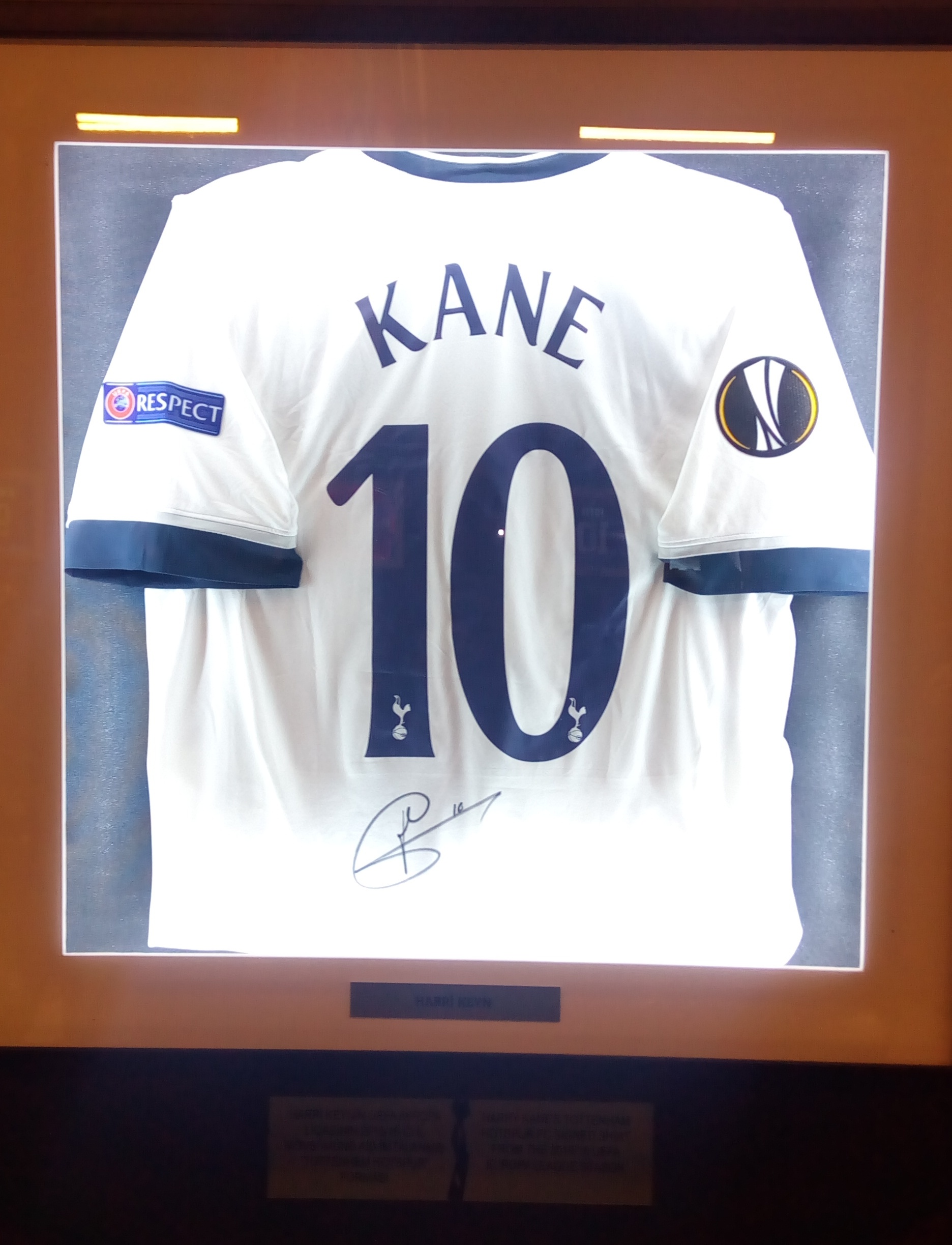
Kane assumiu a camisa 10 nessa temporada.

O começo de temporada para Harry Kane, na Premier League de 2015–16 foi muito abaixo do esperado. O atacante não conseguiu marcar nenhum gol na competição durante todo mês de agosto. De fato, ele só veio balançar as redes pela primeira vez no dia 26 de setembro de 2015, na 7ª rodada ao enfrentar o Manchester City. Os citizens começaram ganhando, mas os londrinos viraram o jogo, terminando o placar em 4-1. Kane viria a fazer mais um hat-trick na Premier League. Dessa vez, o adversário seria o Bournemouth, na vitória do seu clube por 5-1 no Vitality Stadium.[carece de fontes?]
Os vários gols naquela temporada fizeram com que Harry Kane terminasse a Premier League como artilheiro, com apenas um gol a frente de Jamie Vardy e Sergio Agüero, que fizeram 24 gols cada.[carece de fontes?] A temporada para os londrinos foi muito positiva, já que eles conseguiram uma vaga direta para a Liga dos Campeões da UEFA da temporada seguinte, após ficarem em 3º colocado.
Kane fez 25 gols e deu uma assistência em 38 jogos de Premier League.

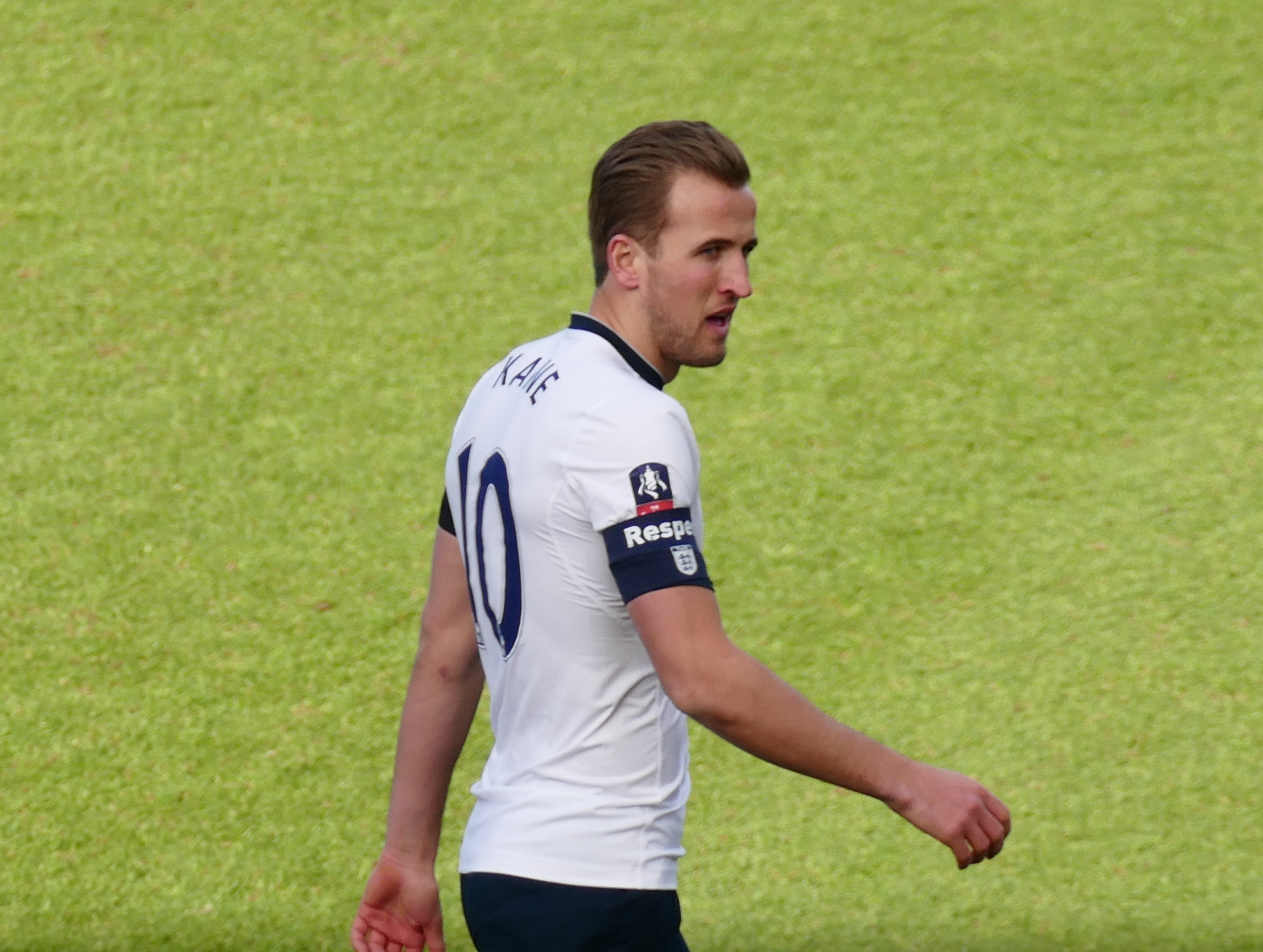
Harry Kane, como capitão do Tottenham.

Na Liga Europa da UEFA de 2015–16, os ingleses foram mais longe. Jogando os 16 avos de final novamente, o clube de Londres reencontrou a Fiorentina. O primeiro jogo terminou empatado em 1 a 1. Kane não esteve em campo na partida seguinte, mas viu o clube se classificar com a vitória por 3 a 0.[carece de fontes?]
Na fase seguinte, eles enfrentaram os alemães de Dortmund. O primeiro jogo foi um atropelo do clube amarelo, que derrotou o time de Harry por 3-0. Na partida de volta o Borussia Dortmund venceu a partida por 2 a 1, mas o atacante não esteve em campo, apesar de figurar no banco de reservas. O destaque do jogo foi para Pierre-Emerick Aubameyang, que fez os dois gols do seu time na partida. Com essa derrota, os britânicos estavam de fora da competição mais uma vez.
Terminando mais uma temporada inteira pelo time londrino, o jogador fez 50 jogos e marcou 28 gols.

#### 2016–17
Começando a Premier League, Seus bons jogos foram interrompidos após uma grave lesão no Tornozelo que ele sofreu na 5ª partida da Premier League contra o Sunderland. Harry ficou sem jogar pelos próximos cinco jogos do Tottenham na Liga.
Logo na volta, no dia 6 de novembro de 2016, Kane marcou um gol no clássico contra o Arsenal. A partida terminou empatada e 1 a 1, mas aquele time, na época comandado por Mauricio Pochettino, estava embalado e ainda não tinha perdido um jogo sequer na Liga, todavia, ainda figuravam uma simples 5ª colocação. O time branco de Londres viria a conhecer sua primeira derrota somente no dia 26 de novembro, quando o Chelsea conseguiu quebrar a invencibilidade deles ao marcar dois gols de virada em pleno Stamford Bridge.  Na sequência da temporada, Harry continuou a fazer gols pela equipe que ele defendia. Com destaque para seu hat-trick contra o West Brom pela 21ª rodada.[carece de fontes?]

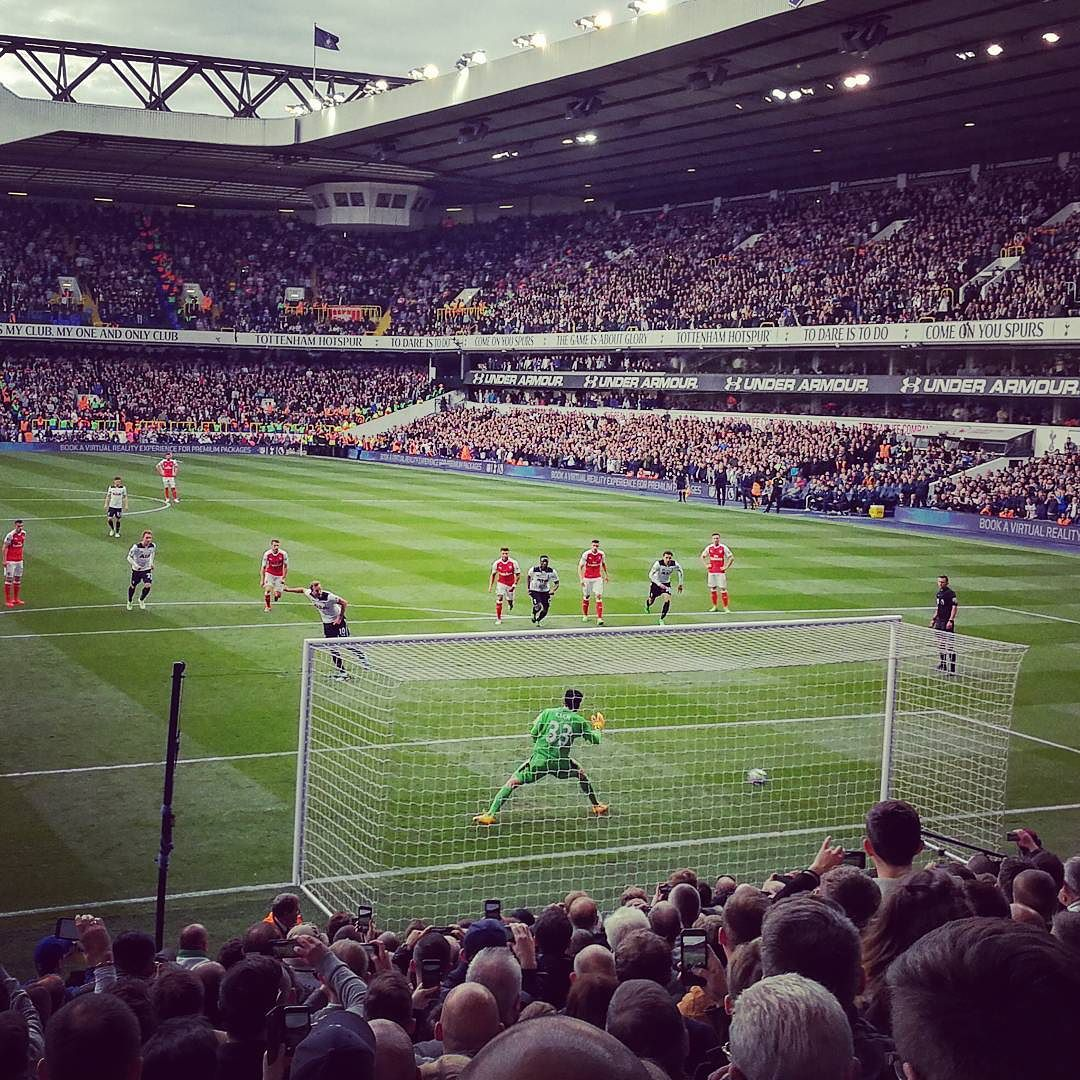
Kane marcando um gol de pênalti em Petr Čech. A partida foi válida contra o Arsenal, no ano de 2017, pela Premier League.

Na 26ª, ele viria a fazer mais um hat-trick, dessa vez sobre o Stoke City.[carece de fontes?] Na partida seguinte, contra o Everton, ele fez um doblete, mas não pôde mais jogar os próximo 3 jogos graças a uma nova lesão no tornozelo que sofreu em partida da FA Cup. Harry só retornou no dia 8 de abril de 2017 e viu seu time golear o Watford por 4-0. O Hurricane voltaria a participar de gols na rodada seguinte, ao fazer 1 gol e 1 assistência na vitória de 4-0 sobre o Bournemouth.[carece de fontes?]
No dia 14 de maio de 2017, Harry Kane viu o time de Londres jogar no White Hart Lane pela última vez. A despedida ocorreu em jogo válido pela 37ª rodada contra o Manchester United. Os londrinos venceram por 2 a 1 e o centroavante marcou o último gol do time no jogo. Quem balançou as redes pela última vez no estádio foi o ídolo inglês Wayne Rooney.[carece de fontes?] O time passaria a mandar a maioria dos jogos no Estádio de Wembley na temporada seguinte.
Harry faz seu primeiro poker-trick (quatro gols no mesmo jogo) contra o Leicester City na 34ª rodada, quando os londrinos golearam os atuais campeões da Liga por 6 a 1, outro destaque a partida foi para o coreano Son que fez dois gols. Na partida seguinte, Kane fez valer o seu favoritismo pela artilharia do campeonato e marcou um hat-trick, após uma grande goleada de 7-1 contra o Hull City.[carece de fontes?]
Em 30 jogos, Kane fez 29 gols e deu sete assistências.[carece de fontes?] Com essa quantidade de gols, o britânico conseguiu ser o artilheiro da competição pela segunda vez consecutiva, ficando quatro gols acima de Romelu Lukaku, que atuou pelo Everton naquela temporada. O time, no entanto, ficou sete pontos atrás do líder, Chelsea, mas garantiu sua melhor colocação desde que Harry chegou no elenco: 2º lugar. Com isso, o time novamente estaria na Liga dos Campeões da temporada seguinte.[carece de fontes?]
Harry estreou pela FA Cup em partida contra o Fulham na 5ª Eliminatória. Atuando por 75 minutos, e com a braçadeira de capitão, o atacante balançou as redes do adversário por 3 vezes no mesmo jogo, garantindo a classificação do seu clube. No jogo seguinte, em 12 de março de 2017, enfrentando o Millwall, clube que outrora fez parte, o jogador não marcou nenhum gol na goleada por 6 a 0, mas sofreu uma lesão no tornozelo..

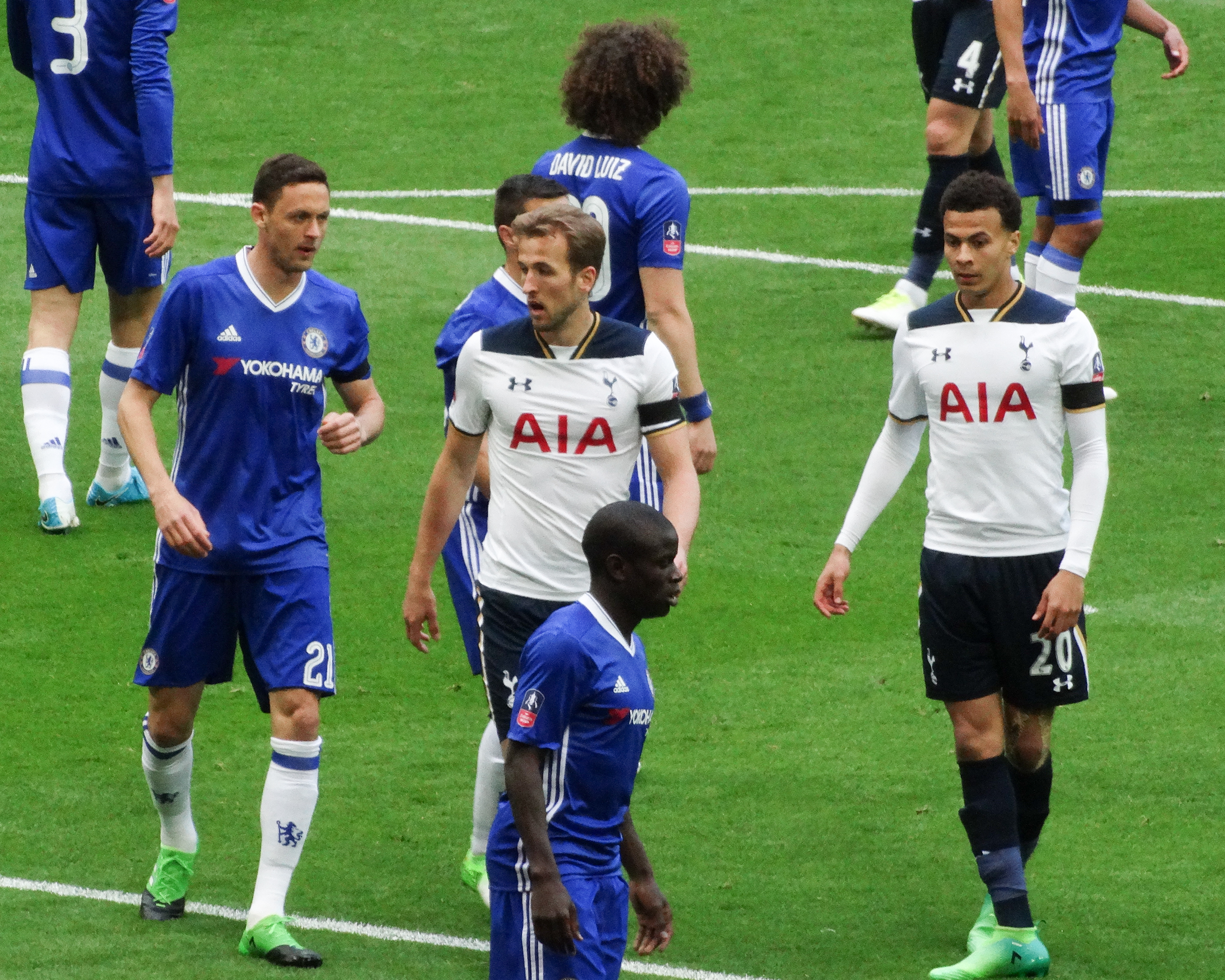
Harry Kane, Dele Alli, Nemanja Matić, N'Golo Kanté e David Luiz pela semifinal da FA Cup.

O atacante retornou na semifinal, o jogo sequente ao da lesão, no dia 22 de abril de 2017. Kane viu o brasileiro Willian abrir o placar para o Chelsea, mas empatou 13 minutos depois. Para sua tristeza, o time azul de Londres viria a vencer o jogo por 4 a 2 e eliminar de vez qualquer chance do rival de ganhar aquela Copa.
Harry Kane não pôde jogar nenhum jogo da Copa da Liga daquela temporada por conta da lesão no tornozelo que sofreu contra o Sunderland. Os Spurs venceram o primeiro jogo contra o Gillingham F.C. por 5 a 0, mas padeceram ao enfrentar o Liverpool. A partida foi marcada por dois gols de Daniel Sturridge, que fez todos os gols do time vermelho na partida que terminou em 2 a 1.[carece de fontes?]
Pela Liga dos Campeões da UEFA de 2016–17, os ingleses se saíram muito mal. A estreia do time na competição foi uma derrota para o Monaco, com Harry passando em branco. Harry não disputou os próximos 3 jogos da competição por conta da lesão sofrida contra o Sunderland e só retornou ao time no dia 22 de novembro de 2016, quando marcou 1 gol na derrota, de 2 a 1, contra o Monaco no Stade Louis II. Harry viria a marcar um gol contra o CSKA Moscou, na vitória dos ingleses por 3 a 1.[carece de fontes?] Todavia, apesar dos três pontos, o time foi eliminado ainda na fase de grupos.
Com a eliminação precoce da Liga dos Campeões, o time, que ficou em 3º colocado em seu grupo, teve de disputar a Liga Europa da UEFA de 2016–17. Porém, o clube continuou sua temporada ruim em competições continentais e perdeu o primeiro jogo contra o K.A.A. Gent por 1-0.[carece de fontes?] No jogo de volta, no Wembley Stadium, o time só conseguiu um empate por 2-2 e foi eliminado da competição antes mesmo das oitavas de final. Kane fez o primeiro gol dos Spurs, mas a partida terminou empatada.
Naquela temporada, Harry realizou 38 jogos, marcou 35 gols e deu sete assistências[carece de fontes?]

#### 2017–18

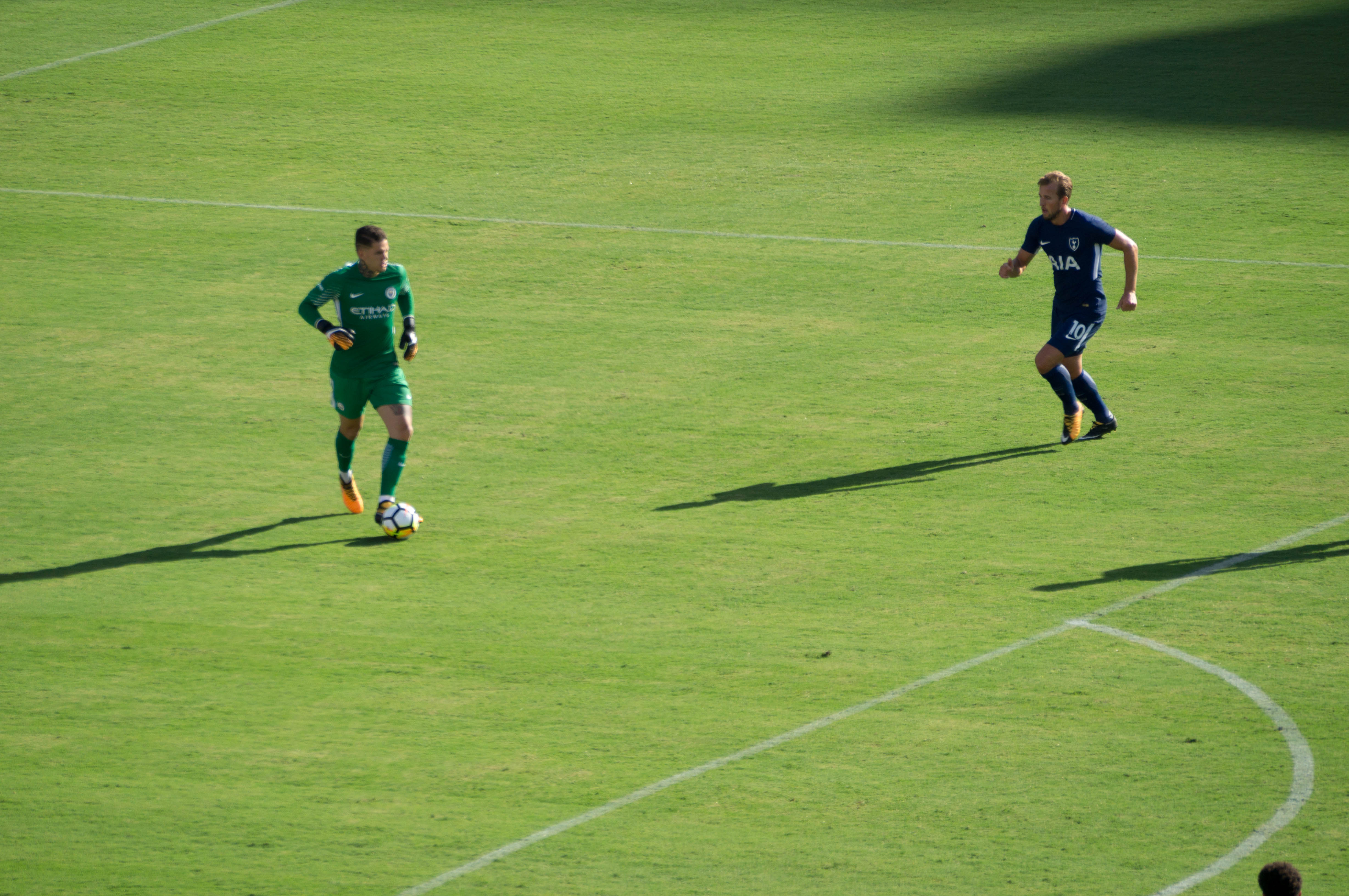
Harry Kane tentando roubar a bola do goleiro brasileiro Ederson Moraes

Começando a temporada pela Premier League, os londrinos tiveram de enfrentar mais uma seca de gols de Harry Kane no mês de agosto. Após três jogos, no dia 9 de setembro de 2017, o atacante finalmente conseguiu balançar as redes ao fazer dois gols contra o Everton na vitória dos Spurs por 3 a 0.[carece de fontes?] Kane viria a fazer mais três dobletes antes de marcar apenas um gol.  Após tantos jogos, Harry deixou o time por apenas um jogo na Liga graças a uma lesão na coxa.
Ao fim da competição, Kane fez 37 jogos, 30 gols. Ficou somente a dois gols de empatar com Mohamed Salah, do Liverpool. O seu clube, terminou uma posição abaixo se comparado a temporada anterior. O 3º lugar deu ao time vaga direta à Champions League da temporada seguinte.
Jogando a FA Cup de 2017–18, Harry viu seu time ir longe na competição que ele foi capitão titular durante vários jogos. Ele estreou na competição contra o Wimbledon, onde marcou dois gols na vitória por 3 a 0. Na partida seguinte, contra o Newport County, Harry também fez um gol, mas os clubes terminaram em um empate por 1 a 1. O resultado fez com que os times se reencontrassem em um roleplay. Jogando em Wembley, os londrinos derrotaram o adversário por 2-0, mas sem Kane em campo.[carece de fontes?]
Na partida seguinte, os londrinos enfrentaram o Rochdale, único jogo que Harry não foi capitão, e empataram por 2 a 2. Kane marcou o segundo gol dos spurs. Na partida de roleplay, novamente, Harry não esteve em campo, mas vislumbrou a classificação do Tottenham ao golearem o oponente por 6 a 1. Graças a uma lesão no tornozelo, o centroavante não jogou a partida das quartas de final contra o Swansea City, porém o clube saiu vencedor e seguiu às semifinais. Lá, o time de Kane, com ele em campo, perdeu para o Manchester United.[carece de fontes?]

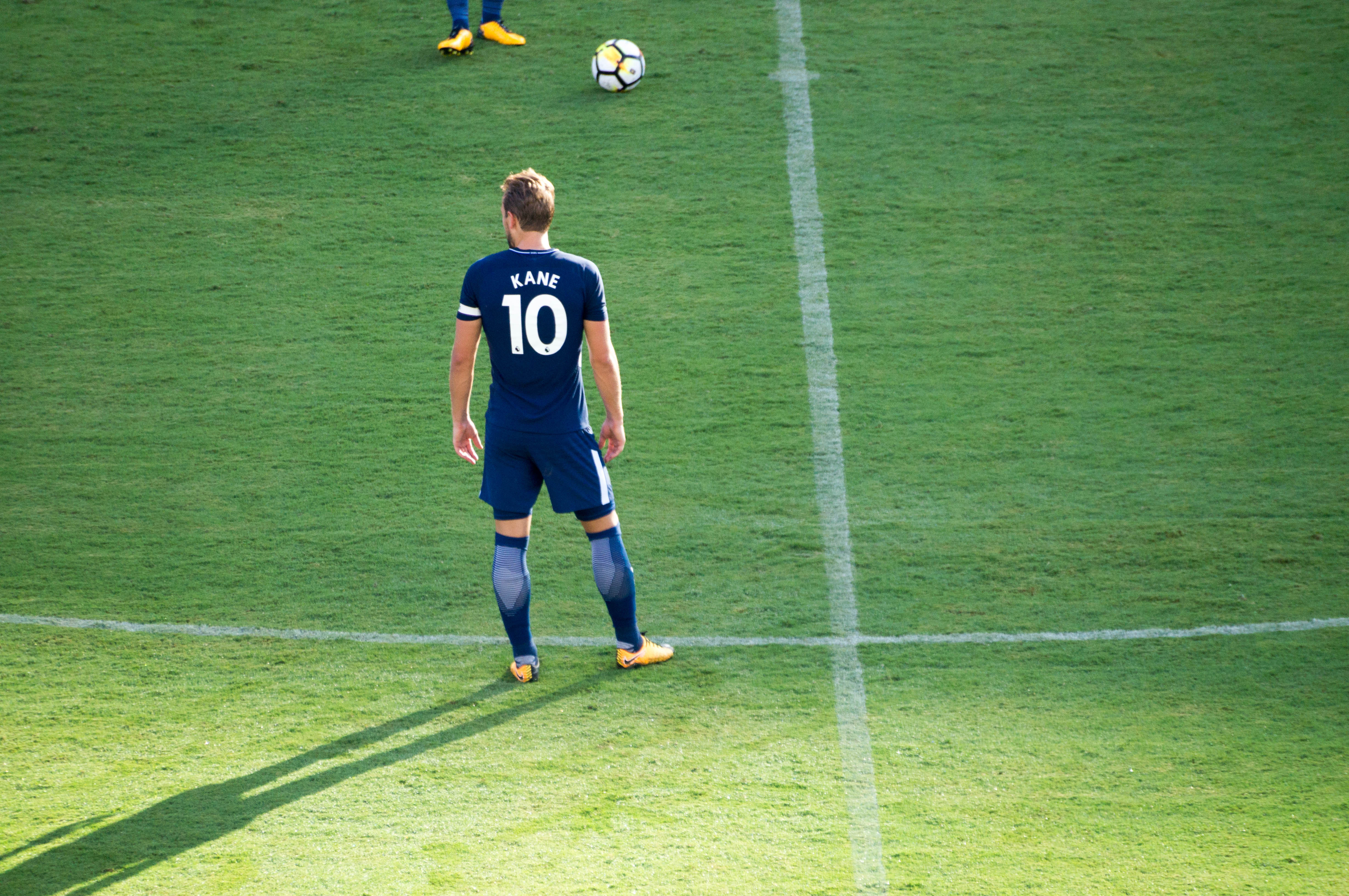
Harry Kane foi o capitão do Tottenham por algumas oportunidades nessa temporada.

Durante a Liga dos Campeões da UEFA de 2017–18, Kane marcou seu primeiro doblete contra o Borussia Dortmund na estreia do seu clube na competição. Ele ainda deu uma assistência para Son abrir o placar. A partida terminou 3-1. Na rodada seguinte, enfrentando o APOEL, Harry faz seu primeiro hat-trick na competição. O jogo terminou em 3-0. O inglês viria ainda a distribuir uma assistência para Eriksen fazer o 3º gol contra o Real Madrid, de Cristiano Ronaldo, Karim Benzema e Luka Modrić.[carece de fontes?] O jogo terminou 3-1 para os ingleses e os garantiu nas oitavas de final da competição. O atacante viria a fazer mais um gol contra o time de Dortmund no Signal Iduna Park no dia 21 de novembro de 2017. A partida terminou 2-1 para os britânicos.[carece de fontes?]
Harry não participou do último jogo da Fase de Grupos contra o time Cipriano, mas participou do primeiro jogo das oitavas de final contra a Juventus. Em Turim, o centroavante fez 1 gol no empate por 2-2 entre os clubes, mas viu seu time ser batido ao jogar em Londres diante sua torcida por 2-1. Ele deixou a competição com 7 jogos, 7 gols e 2 assistências.[carece de fontes?]
Ao final da temporada, Harry fez 48 jogos e 41 gols.

#### 2018–19
No dia 8 de junho de 2018, Harry Kane renovou seu vínculo junto ao Tottenham, cujo contrato anterior se encerrava em 2022 e passou a durar até 2024. A temporada começou bem para Kane, que conseguiu quebrar sua "maldição" de não marcar em Agosto e fez um gol contra o Fulham.
No dia 2 de março de 2019, na 29ª rodada da Premier League, no jogo contra o rival local Arsenal. Kane marcou o gol de empate da equipe após uma cobrança de pênalti e se tornou o maior artilheiro do derby com 9 gols, superando Adebayor que tinha 8 feitos.

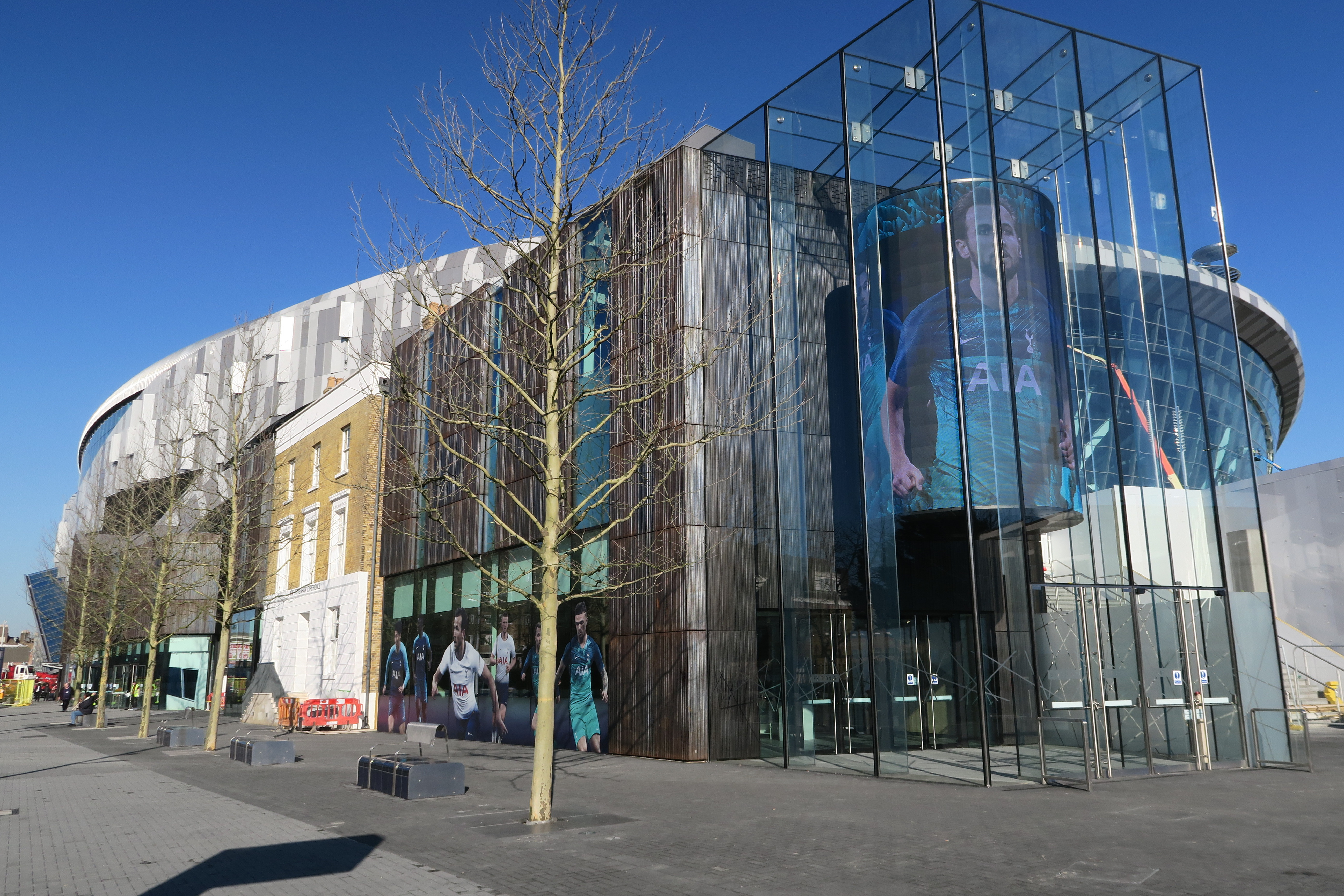
A imagem de Harry Kane sendo exibida no novo estádio do Tottenham.

O centroavante fizera só mais 6 jogos até se lesionar como outrora na mesma região do tornozelo, e perder os últimos jogos do clube pela Premier League. Sua última partida foi no dia 3 de abril de 2019 contra o Crystal Palace. Coincidentemente, esse foi o jogo que o Tottenham estreou seu estádio novo, chamado de Tottenham Hotspur Stadium. Ao fim daquela competição, Harry fez 28 jogos e 17 gols. O seu clube ficou em 4º colocado e garantiu vaga para Champions League da temporada seguinte.[carece de fontes?]
A Liga dos Campeões da UEFA reservaria um feito histórico para o clube de Londres. O Tottenham começou com tropeços na fase de grupos. O capitão Harry Kane nada pôde fazer para evitar a derrota contra os italianos de Milão por 2 a 1 em pleno Estádio Giuseppe Meazza. Harry faz seu primeiro gol contra o Barcelona na derrota por 4 a 2 em Wembley. E também balançou as redes no empate em 2-2 contra o PSV Eindhoven.[carece de fontes?]
Todavia, o time inglês conseguiu fazer um segundo turno diferente. Venceu o time dos Países Baixos por 2 a 1, com dois gols de Kane,[carece de fontes?] derrotaram a Inter de Milão por 1-0 e empataram com o Barcelona em 1 a 1 com uma assistência de Harry para o gol de Lucas jogando no Camp Nou.[carece de fontes?]
Kane, no primeiro jogo das oitavas de final, não pôde jogar por conta de sua primeira lesão no tornozelo. Só retornou no dia 5 de março de 2019 para o jogo de volta e fez o único gol do jogo. Assim, seu time classificou-se para as quartas de final. Enfrentando o Manchester City de Pep Guardiola, o atacante jogou apenas o primeiro jogo, que os londrinos venceram por 1-0 jogando em seu novo estádio.[carece de fontes?] Por conta de sua segunda lesão no tornozelo, o atacante não jogou o jogo de volta contra os citizens, quando os londrinos perderam por 4-3, mas ainda sim conseguiram classificação à semifinal por conta do gol fora de casa.
Kane não esteve em campo contra o Ajax por estar lesionado. O time dos Países Baixos venceu o primeiro jogo por 1 a 0 na Inglaterra.[carece de fontes?] No entanto, foram surpreendidos por um hat-trick do brasileiro Lucas, que saiu do banco de reservas e conseguiu guiar o clube para uma final inédita. O atacante esteve em campo no dia 1 de junho de 2019, para disputar a final da competição contra o Liverpool, então vice-campeão. Entretanto, os Spurs não puderam superar o time vermelho comandado por Jürgen Klopp e foram derrotados por 2 a 0. Na competição, Kane fez cinco gols e deu uma assistência em nove jogos.[carece de fontes?]
O jogador finalizou a temporada com 40 partidas e 24 gols marcados.

#### 2019–20
Kane começou temporada muito bem, visto que marcou 17 gols pelos Spurs em 25 partidas e na briga pela artilharia da Premier League, porém Kane sofreu lesão no tendão esquerdo durante a derrota para o Southampton, na rodada de Ano Novo da Premier League e e precisou passar por cirurgia.
Kane só retornou no dia 19 de junho, na partida contra o Manchester United em empate por 1-1. Voltou a marcar na partida seguinte, contra o West Ham na vitória do seu time por 2-0.[carece de fontes?] Kane marcou seu 137º gol no Campeonato Inglês nessa rodada. Na partida sequente, ele também fez gol, mas seu time foi derrotado pelo Sheffield United por 3-1. Ele passou por 3 jogos em branco até marcar dois dobletes seguidos. O primeiro contra o Newcastle e o segundo contra o Leicester City. Na última rodada, o atacante também fez um gol no empate contra o Crystal Palace em 1-1.[carece de fontes?]
Ele terminou a Premier League com 18 gols em 29 jogos. O clube garantiu a 6ª colocação e foi à Europa League da temporada seguinte.[carece de fontes?]
Harry não jogou nenhum jogo de copa nessa temporada graças a sua lesão. Na EFL, o time caiu no primeiro jogo ao perder para o Colchester United nos pênaltis. Na FA Cup, o time durou mais jogos. Todavia foi eliminado pelo Norwich na 5ª Eliminatória também em disputa de penalidades.[carece de fontes?]

Pela Liga dos Campeões da UEFA de 2019–20, ele viu a competição ter uma edição única. Em entrevista à Sky Sports, o jogador comentou sobre o jogo perdido na final da Champions uma temporada antes:
| “ | Acho que isso [a derrota] só motiva você a melhorar. Com a final da Champions, você quer jogar nesses jogos o tempo todo. Sabemos que será difícil voltar lá este ano e cabe a nós nos apresentar. | ” |

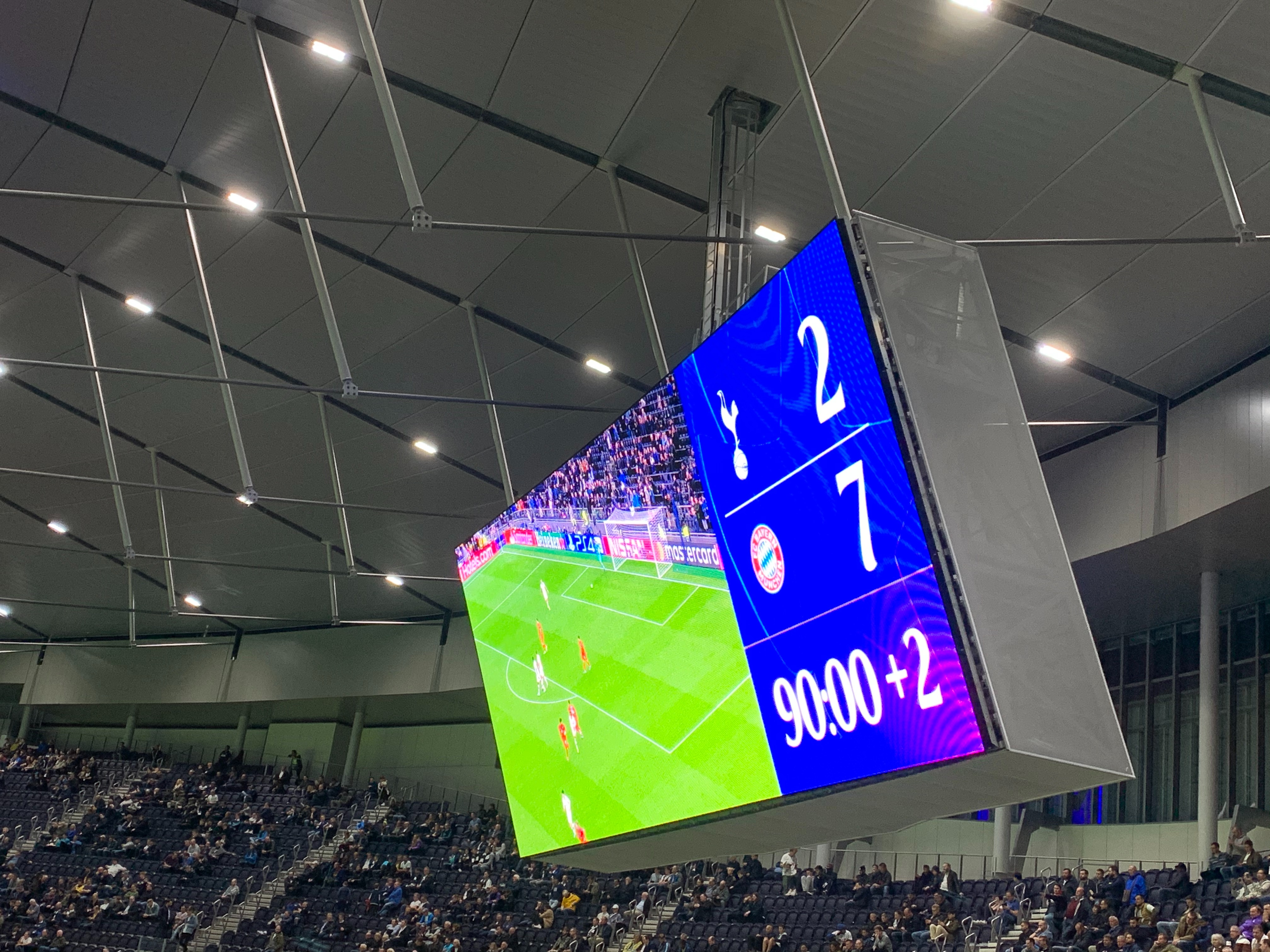
A goleada do time de Munique sobre os londrinos.

Harry fez um gol no empate em 2-2 na estreia do time na competição contra o Olympiacos fora de casa.[carece de fontes?] O jogo seguinte foi uma goleada para o time adversário. Apesar de jogarem em casa, os spurs foram derrotados por 7-2 pelo Bayern de Munique. Kane marcou um dos gols, mas nada pôde fazer para evitar o atropelo do time da Baviera.
Atuando como capitão, Kane teve dias melhores enfrentando o Estrela Vermelha. Ele marcou dois gols na vitória dos ingleses por 5 a 0. Na partida seguinte, jogando fora de casa, mesmo sem fazer gols, o atacante viu seu clube golear o clube adversário por 4 a 0. Novamente Kane fez dois gols na competição, mas agora contra o Olympiacos. Os ingleses venceram por 4-2 em seu estádio.[carece de fontes?] No último jogo, contra o Bayern, eles perderam por 3 a 1, mas sem Harry em campo.[carece de fontes?]
Kane não jogou mais pelo time de Londres naquela competição. Ele viu de casa, por estar lesionado, o Red Bull Leipzig vencer o Tottenham por 1 a 0 atuando na Inglaterra, e serem eliminados após a derrota de 3-0 na Áustria. Destaque para Marcel Sabitzer que fez dois gols no segundo jogo.[carece de fontes?] A temporada foi marcada pela Pandemia de COVID-19, que interrompeu Ligas pelo mundo inteiro. O mesmo aconteceu na Liga dos Campeões, que parou de ter jogos de volta e teve sua final mudada, bem como não teve público nem mesmo na final. Hurricane terminou a competição com 5 jogos e 6 gols.[carece de fontes?]
Ao final da época, o atacante realizou 34 jogos, marcou 24 gols e deu duas assistências.[carece de fontes?]

#### 2020–21
A segunda partida de Kane na Premier League seria um grande marco para ele. Ele participou diretamente de todos os cinco gols do Tottenham contra o Southampton. O inglês deu quatro assistências, todas para Son Heung-min, e ainda fechou a conta aos 82 minutos com um gol típico de centroavante (só empurrou para o fundo das redes). O jogo terminou 5 a 2 para o time de Londres. Em outubro de 2020, na goleada contra o Manchester United por 6 a 1, o atacante marcou um doblete na partida.
O time de Londres passava por uma boa fase. Após vencerem o Manchester City de 2 a 0 (com assistência de Kane),[carece de fontes?] o clube assumiu a liderança do campeonato. Todavia, a liderança durou apenas quatro jogos. No dia 16 de dezembro de 2020, o time foi derrotado pelo Liverpool com gols de Salah e de Roberto Firmino e perderam a ponta da tabela para os próprios Reds. O clube jogaria mais partidas na competição, mas nunca mais recuperou a 1ª colocação. Infelizmente, Harry teria de enfrentar mais uma lesão no tornozelo seis rodadas depois. No dia 28 de janeiro de 2021, em partida contra o Liverpool, Kane se lesionou em ambos os tornozelos, e teve de ser substituído ainda aos 46 minutos do segundo tempo.[carece de fontes?] À BBC, o treinador do Tottenham, José Mourinho, comentou sobre a lesão do inglês:
| “ | Kane se lesionou nos dois tornozelos. A primeira lesão foi em uma entrada dura do Thiago Alcântara, e na segunda ainda não percebi o que aconteceu. Duas lesões, uma em cada tornozelo, a segunda pior do que a primeira. Creio que vai ficar algumas semanas de fora. Existem jogadores que são insubstituíveis, mas acontece e temos de lutar contra isso. Não podemos fazer outra coisa | ” |

Os Spurs não venceram nenhum dos dois jogos de Liga que Kane esteve ausente. E o atacante só retornou aos gramados no dia 7 de fevereiro de 2021, e já mostrou que queria garantir a sua presença nos jogos. Aos 54 minutos, o centroavante recebeu bola de Pierre-Emile Højbjerg e finalizou para abrir o placar contra o West Brom. O jogo terminou 2 a 0 para o seu clube.[carece de fontes?]
Harry Kane foi o artilheiro da Premier League, com 23 gols, além de ser o maior assistente, com 14 assistências. Contudo o Tottenham terminou sétimo lugar, com 62 pontos. A posição deixou o time apto para disputar as qualificações para a Liga Conferência Europa da UEFA.
A Copa da Liga Inglesa de 2021–22 reservou um final amargo aos Lillywithes. O clube começou derrotando o Chelsea nas penalidades após empate em 1 a 1. Kane acertou sua cobrança, a última do Tottenham, e viu Mason Mount chutar para fora e garantir o time branco de Londres na próxima fase. Nas quartas de final, enfrentando o Stoke City, o clube de Harry venceu os Potters por 3-1, com gol do Hurricane. Kane não marcou mais gols na competição. Mas viu seu time ganhar do Brentford na semifinal[carece de fontes?] e se garantir na decisão enfrentando o Manchester City.
O clube de Londres perdeu para o time de Manchester por 1 a 0. O gol da vitória dos citizens foi marcado por Aymeric Laporte aos 82 minutos do segundo tempo. O clube garantiu o tetracampeonato consecutivo e Kane perdeu sua única final naquela temporada.
Ao final da temporada, Harry fez 49 jogos, 33 gols e 17 assistências pelo time de Londres.

#### 2021–22
Kane quase deixou o Tottenham no início da temporada rumo ao Manchester City, mas após negociações, decidiu permanecer no clube londrino.

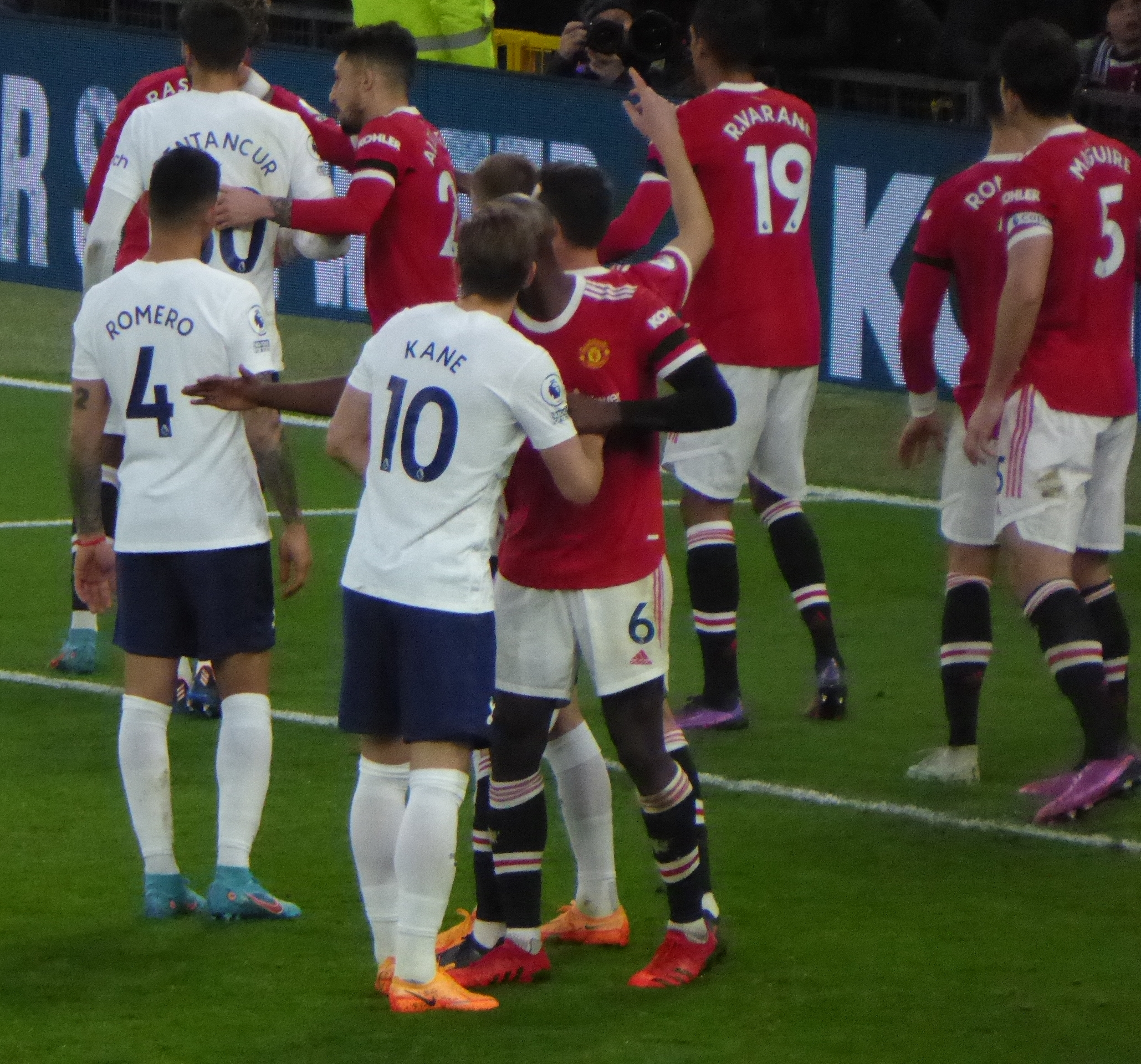
Harry Kane sendo marcado por Paul Pogba, do Manchester United, em março de 2022

Começando a temporada na Premier League, o atacante permaneceu sete jogos sem marcar gols. Sua primeira participação direta aconteceu na oitava rodada, quando ele deu um gol na vitória do seu clube contra o Aston Villa por 3 a 2. Na 26ª rodada, o Tottenham venceu o líder da competição, o Manchester City, por 3 a 2, com direito a dois gols do centroavante. Comentando sobre o jogo, o artilheiro disse:
| “ | Motivação extra? Não. Para mim foi o fato do Tottenham estar numa sequência de três derrotas consecutivas e de precisarmos de voltar a entrar nos eixos. É sempre complicado jogar contra uma das melhores equipes do mundo e conseguir um resultado deste é especial. Eu vou estampar as manchetes porque marquei o gol, mas todo time foi extraordinário. | ” |

Kane engatou uma ótima sequência participando diretamente de 11 gols em sete jogos da Liga. Destacam-se seu doblete contra o Everton na 28ª rodada.  As últimas três rodadas da Liga também foram marcadas por cinco participações diretas do Furacão: dois gols contra o Arsenal, um contra o Burnley, e um gol com na 38ª rodada contra o Norwich.
Ao fim da temporada, Kane fez 37 jogos, 17 gols e nove assistências pela competição. Seu time garantiu a 4ª colocação tendo vaga à Liga dos Campeões da temporada seguinte.
Harry jogou todos os 3 jogos do time na FA Cup. Estreou com 1 gol contra o Morecambe e dois gols contra o Brighton. Ambas as partidas foram vencidas por 3 a 1. O Tottenham foi eliminado pro Middlesbrough na 5ª Eliminatória na prorrogação por 1 a 0.
O capitão Harry Kane estreou fazendo um dos dois gols de sua equipe no empate em 2 a 2 contra o Wolverhampton, pela Copa da Liga Inglesa. O jogo foi decidido nos pênaltis, com Kane acertando a primeira cobrança do clube de Londres. Ao final das cobranças, os spurs foram classificados. Na rodada seguinte, Kane viu seu time eliminar o Burnley por 1-0, mas viu o time perder a primeira e a segunda partida das semifinais contra o Chelsea. O clube foi eliminado mais uma vez pelo time azul de Londres.

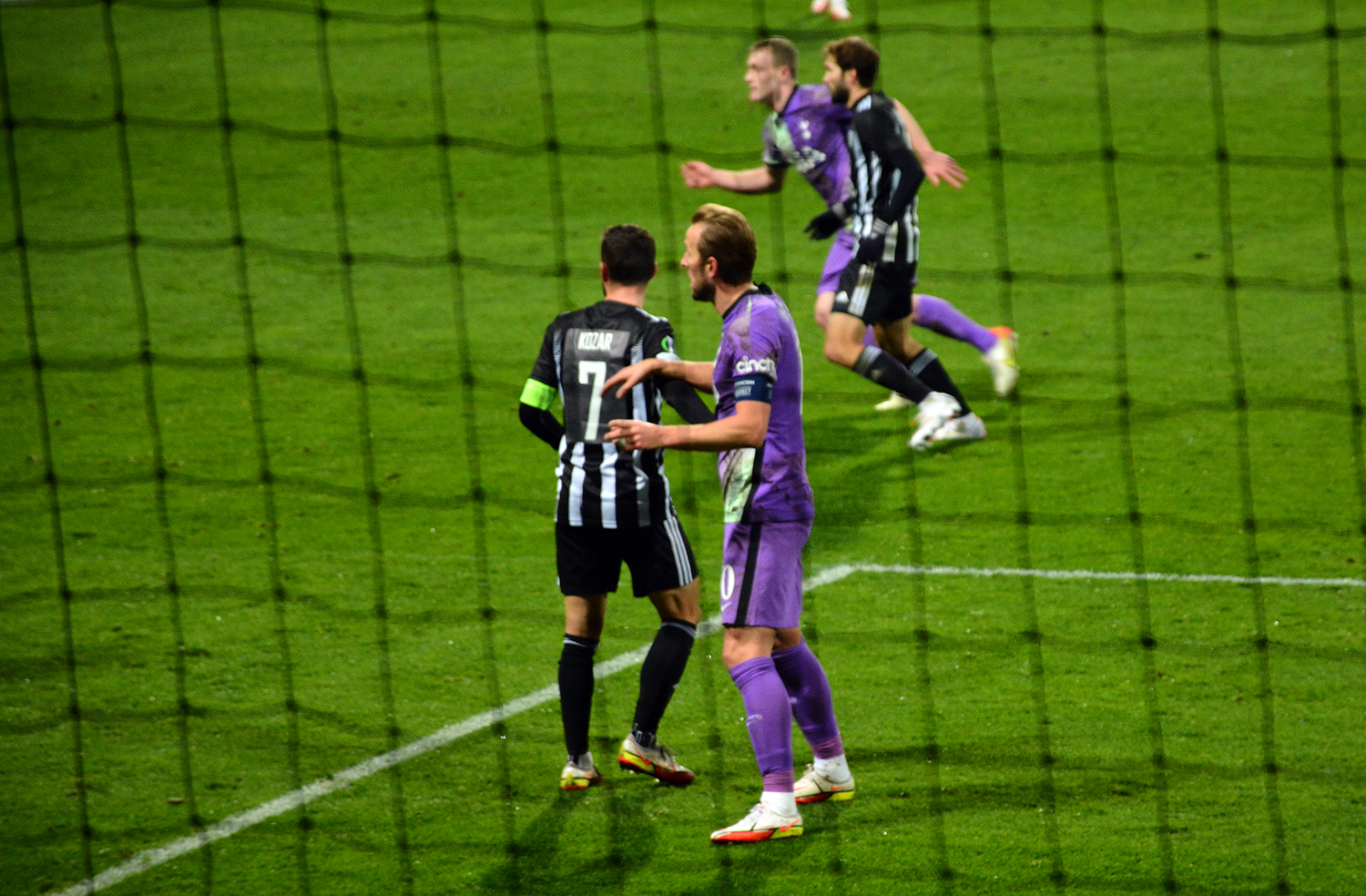
Harry Kane enfrentando o NŠ Mura pela Conference League.

Harry não jogou o primeiro jogo das Qualificatórias da Conference League por opção do técnico. Na volta, o inglês fez dois gols na vitória por 3 a 0 contra o Paços Ferreira.
O capitão Harry Kane estreou na Liga Conferência Europa da UEFA de 2021–22 no dia 16 de setembro de 2021, quando empatou com o Stade Rennais em 2-2. No segundo jogo, Kane enfrentou o time esloveno NŠ Mura e fez um hat-trick na goleada dos ingleses por 5 a 1.
A última partida do clube seria contra o Rennes, na Inglaterra. Infelizmente, o time de Kane teve um surto de COVID-19 e não pôde estar em campo. A Uefa considerou isso um caso para W.O. e deu a vitória para o time da França por 3-0. Com isso, os ingleses foram eliminados da competição ainda na Fase de Grupos.
Assim concluiu a  temporada 2021/22. 50 partidas com 27 gols marcados.

#### 2022–23
Kane começou bem a temporada na Premier League de 2022–23, ainda que o jogador tenha passado em branco na primeira rodada.[carece de fontes?] Nas primeiras 11 rodadas, Harry fez 9 gols, incluindo uma sequência arrebatadora de 5 jogos em sequência marcando pelos Spurs.
Em 5 de fevereiro de 2023, Harry Kane se tornou o maior artilheiro da história do Tottenham, com 267 gols em 416 jogos oficiais, no jogo em que o Tottenham venceu o Manchester City por 1-0, pela 22ª jornada da Premier League, e também alcançou a marca de 200 na Premier League. Ele é o terceiro jogador anotar 200 gols na Liga.
No dia 6 de maio de 2023, após marcar um gol contra o Crystal Palace, o atacante se tornou o único jogador da história da Premier League a marcar 100 gols dentro e fora de casa. Harry já havia feito seu centésimo gol fora de casa em outubro de 2022, quando marcou contra o Arsenal.
Perto do final da temporada, Harry vinha sendo desejo do time comandado por Erik ten Hag. O Manchester United tinha como ambição ter o jogador na próxima janela de transferências e buscavam investir pesado no centroavante. O desejo era tão forte que eles pretendiam enviar uma proposta antes mesmo do fim da temporada. No dia 14 de março, o jornal Mundo Desportivo havia anunciado que Kane estava insatisfeito com a falta de títulos dos spurs e buscava novos ares. O jornal também citou que o centroavante de 29 anos estava "farto das promessas" do clube. Isso foi um fator essencial para que os red devils buscassem contratá-lo. Contudo, a diretoria do time de Londres buscou manter o jogador a qualquer custo, já que o atacante tinha contrato até metade de 2024.
O jogador fez uma grande sequência de 10 gols nos últimos 11 jogos da Premier League. Seu último gol, jogando no estádio do seu clube, foi na derrota dos Spurs para o Brentford por 3-1 de virada (após uma falta com jogada ensaiada, a assistência foi de Dejan Kulusevski). Essa partida também marcou o adeus do jogador Lucas Moura em jogos no Tottenham Hotspur Stadium. Antes dessa partida, foi inaugurado um muro com um Grafite do jogador inglês. A homenagem foi feita por ele ser o maior artilheiro da história do time de Londres.
Seu último jogo na temporada foi na 38ª partida da Premier League contra o Leeds United. Kane marcou um doblete na vitória dos londrinos por 4-1 no Elland Road. A partida também marcou o rebaixamento do Leeds para EFL Championship. Ao final daquela temporada, o clube de Londres garantiu somente a 8ª colocação, e não tiveram vaga para nenhuma competição europeia da temporada seguinte.
Ele terminou a Premier League com 30 gols e 3 assistências em 38 jogos, ficando atrás apenas de Erling Haaland, do Manchester City, na artilharia da Premier League. O norueguês fez 6 gols a mais que o atacante inglês.
Atuando pela Liga dos Campeões da UEFA de 2022–23, Kane estreou em partida contra o Olympique de Marseille, na vitória do clube por 2-0. Demorou até a 4ª rodada para Harry fazer seu primeiro gol na Fase de Grupos. Aconteceu no dia 12 de outubro, ele fez um gol e deu 1 assistência na vitória dos ingleses sobre os alemães do Eintracht Frankfurt por 3-2. Esse foi o único gol do jogador na competição.
Classificados para às oitavas, o time da Inglaterra enfrentaria o Ac Milan, tendo a oportunidade de decidir o segundo jogo em casa. Todavia, jogando no San Siro, o time perdeu a partida por 1-0 após gol de Brahim Díaz, ainda aos 7 minutos. O capitão Kane não conseguiu marcar gols em nenhum dos jogos, e viu o seu time ser eliminado pelos italianos após um empate sem gols no jogo de volta.
Kane terminou a temporada com 49 jogos, 32 gols e cinco assistências, contando todas as competições com o Tottenham. Sua magnífica temporada o deixou na frente de grandes craques mundiais na disputa da Chuteira de Ouro da UEFA. De fato, o ídolo do Tottenham ficou apenas atrás de Erling Haaland na disputa pelo troféu; com seis gols a menos, o inglês não conseguiu superar o norueguês e ficou em 2º lugar na competição individual.

#### Despedida
Após encerrar a pré-temporada com o time inglês, o jogador viveu muitos momentos de incerteza na equipe. O presidente dos Spurs estava disposto a liberar o craque por um valor de 110 milhões de euros, mas essa quantia era muito além do poder financeiros de muitas equipes.
No entanto, no dia 4 de agosto de 2023, a equipe do Bayern de Munique deu um "ultimato" para o clube londrino vender o seu atacante por 100 milhões de euros (incluindo bônus por metas). Após seis dias de negociações, os Lilywhites fecharam um acordo para a venda de Kane e o liberaram para fazer exames médicos, aguardando a assinatura do contrato.  Esse valor representa a maior contratação da história dos alemães. Harry Kane chega para ser a principal reposição à vaga deixada por Robert Lewandowski, vendido ao Barcelona em julho de 2022. 
Ao se arrastar do drama envolvendo a sua transferência, quase houve uma grande reviravolta, com a informação de que o jogador teria decidido cumprir integralmente seu contrato com a equipe inglesa, podendo assim sair sem custos ao final da temporada 2023-24, tendo a possibilidade de barganhar cláusulas contratuais melhores com sua futura nova equipe, informação essa que não foi atestada, tendo a transferência sido confirmada pelo jogador e pelo técnico Thomas Tuchel, do Bayern de Munique.  .
Em sua despedida, o ídolo do Tottenham declarou em suas redes sociais:
| “                                                | Não é um adeus, pois nunca se sabe como as coisas vão acontecer no futuro. Esta (mensagem) é um agradecimento e nos vemos em breve. | ” |
| — Kane, se despedindo do Tottenham após 19 anos. | |   |

### Bayern de Munique

#### 2023–24
Em 12 de agosto de 2023 o time do Bayern de Munique anunciou oficialmente a contratação do jogador, em um contrato válido até a temporada 2026-27, após semanas de turbulentas negociações. O valor pago pelo jogador foi de € 100 milhões, incluindo um bônus de € 20 milhões. No contrato há uma cláusula de recompra do seu ex-clube. A informação foi revelada pelo presidente do time londrino da época, Daniel Levy. Contudo, ele não detalhou a forma e nem os números referentes a essa opção de repatriação do craque inglês.
Em sua apresentação, o jogador comentou sobre como é estar em um time novo e em uma Liga nova:

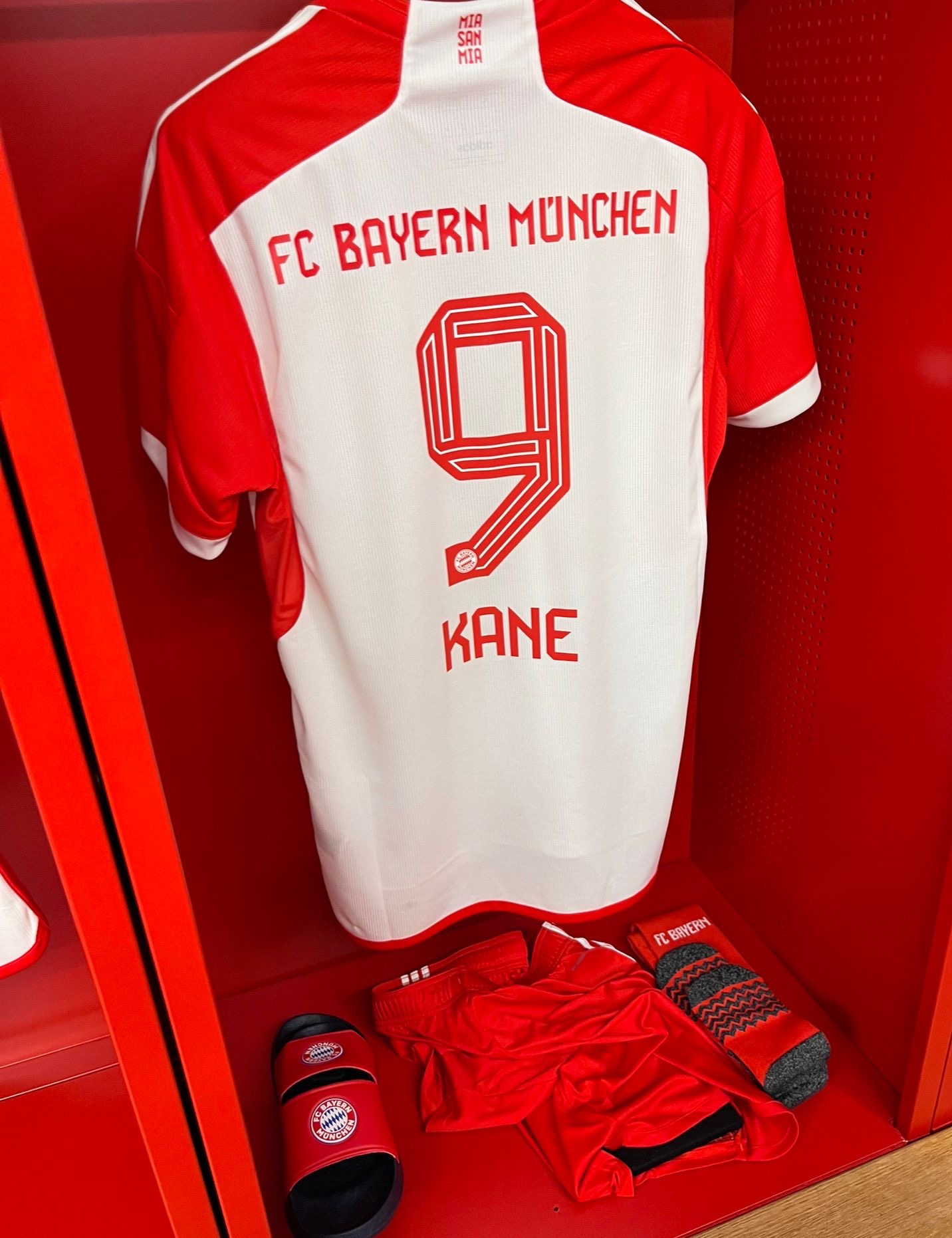
No Bayern, Kane deixou de lado a camisa 10 para usar o número 9.

| “                                          | Eu sempre quis me desenvolver, atingir meus limites. Eu quero jogar a Champions League todo ano e brigar por títulos. É por isso que vim para o Bayern de Munique, um dos maiores clubes do mundo, que me dará a oportunidade para fazer isso. É ótimo para mim ganhar essa experiência. Não é sobre a liga, é sobre o autodesenvolvimento. Se você entender que precisa criar chances para evoluir, precisa agir. Escrevi uma mensagem para o time e com certeza terei uma outra oportunidade para me despedir pessoalmente, nas próximas semanas. Eu não queria encerrar a minha carreira sem experimentar uma nova cultura, uma nova liga. | ” |
| — Kane, em apresentação no seu novo clube. | |   |

A estreia do artilheiro inglês aconteceu no dia 12 de agosto de 2023, na final da Supercopa da Alemanha daquela temporada. No entanto, a sua aparição (vindo do banco de reservas por não estar no mesmo ritmo dos companheiros) foi ofuscada pelo hat-trick do espanhol Dani Olmo que conseguiu garantir um placar de 3–0 para o Red Bull Leipzig e conquistar assim a primeira Supercopa do clube patrocinado pela Red Bull.  O jogador, aos 30 anos, teria conquistado o primeiro título de sua carreira.
Pelo clube alemão, Harry começou a Bundesliga quebrando recordes. Ele foi o primeiro jogador a marcar quatro gols nas quatro primeiras partidas da Liga Alemã desde Miroslav Klose em 2007. Em novembro de 2023, Kane quebrou outra marca. Após marcar 2 gols contra o Heidenheim, o atacante chegou a marca de 17 gols em 11 jogos de Campeonato Alemão. Ele ultrapassou, por um gol, o ex-atacante da equipe da Baviera Robert Lewandowski. No segundo turno, conseguiu chegar a marca de 36 gols, tornando-se o artilheiro e conseguiu estar no Time da Temporada, contudo perdeu a competição para o invicto Bayer Leverkusen,de Xabi Alonso, em uma campanha histórica da equipe.
Harry não jogou nenhuma partida da Copa da Alemanha de Futebol de 2023–24, e sua equipe foi eliminada de maneira surpreendente na segunda partida. O time da Baviera perdeu por 2–1 diante o Saarbrücken, que na época atuava na 3ª Divisão da Alemanha.
Harry Kane terminou o ano de 2023, como segundo maior artilheiro mundial empado com Kylian Mbappé, ambos com 52 gols, atrás de Cristiano Ronaldo, que marcou 53, e a frente Haaland, que marcou 50.
Pela Liga dos Campeões da UEFA de 2023–24, Kane estreou na primeira rodada marcando um gol contra o Manchester United na vitória dos alemães por 4-3. Ao fim da fase de Grupos, Harry conseguiu ajudar o time alemão a se classificar em primeiro colocado, com ele sendo responsável por balançar as redes 4 vezes em 6 partidas.
No resto da competição, Kane fizera mais seis gols e brigou ativamente pela artilharia da competição. Todavia, mesmo ajudando o time a passar de fases, a equipe foi eliminada pelo Real Madrid nas semifinais após Harry ajudar a garantir um empate em 2 a 2 no jogo de ida fazendo um gol de pênalti. Na partida de volta, no Santiago Bernabéu, os Merengues puderam chegar à decisão contra o Borussia Dortmund, maior rival do Bayern, após Joselu marcar nos acréscimos no jogo que terminou 2 a 1 para o time de Carlo Ancelotti. Desse modo, o atacante inglês ficou mais uma temporada sem conquistar nenhum troféu, sendo assim chamado de "espanta títulos".
Apesar da temporada sem títulos, Kane conseguiu três artilharias: da Bundesliga, da Liga dos Campeões e da Europa. Desse modo, venceu sua primeira Chuteira de Ouro da carreira após marcar 36 gols válidos, tendo assim 72 pontos no ranking da UEFA.

#### 2024–25

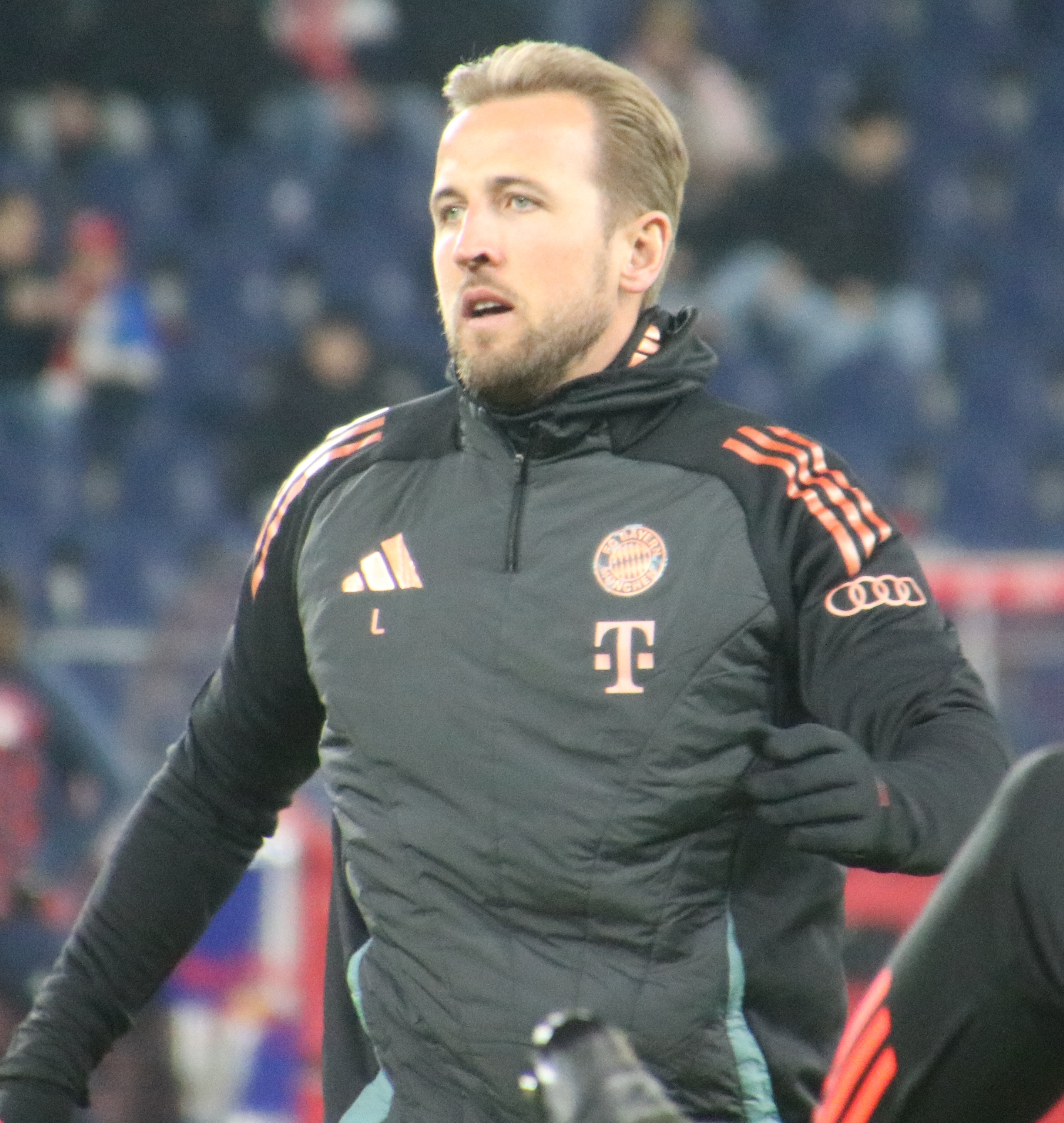
Kane aquecendo para um jogo do Bayer em 2025.

Por conta da última temporada, Kane alcançou a 10ª colocação como Melhor Jogador do Mundo na Bola de Ouro de 2024. Ele também conseguiu, juntamente de Kylian Mbappé, vencer o Troféu Gerd Müller de Artilheiro da Europa na mesma festa de premiação.
Kane então começou a nova temporada estufando as redes na segunda rodada da Bundesliga, seguido de um hat-trick contra o Holstein Kiel e mais um tento solitário diante o Werder Bremen. Na campanha, o jogador ainda viria a fazer tripletes nas rodadas 7 e 11, com outros dobletes nas rodadas 9, 20 e 21.
Tantos gols levaram o inglês a isolar-se na artilharia alemã e fazer a equipe brigar ativamente pelo troféu nacional. Na campanha, a equipe tinha uma pontuação elevada, mas ainda precisava vencer o RB Leipzig para conquistar o título antecipadamente. Porém, na rodada 31 diante o Mainz, Kane levou um cartão amarelo e foi suspenso para o jogo que podia garantir sua primeira medalha de campeão. Ausente na rodada, o Bayern empatou em 3–3 contra o time patrocinado pela Red Bull e precisava de um tropeço do Bayer Leverkusen para obter a consagração – ou vencer a rodada seguinte. Então, após já terem entrado em campo, o atual campeão alemão empatou a partida contra o Freiburg e deu adeus a chance do bicampeonato.
Assim, conseguiu seu primeiro título na carreira, ganhando a Bundesliga e sendo o artilheiro do campeonato com 26 gols, assim encerrado um longo período de tempo, a qual sempre foi subestimado por nunca ter conseguido erguer um título.
Apesar do troféu da Liga, Kane não tivera o mesmo sucesso nas demais competições. Pela Copa da Alemanha, estreou marcando um dos quatro gols na goleada de 4–0 diante o SSV Ulm 1846. Após passar em branco em uma partida de mesmo placar, viu a equipe ser eliminada pelo Bayer 04 sem estar em campo por conta de uma lesão.

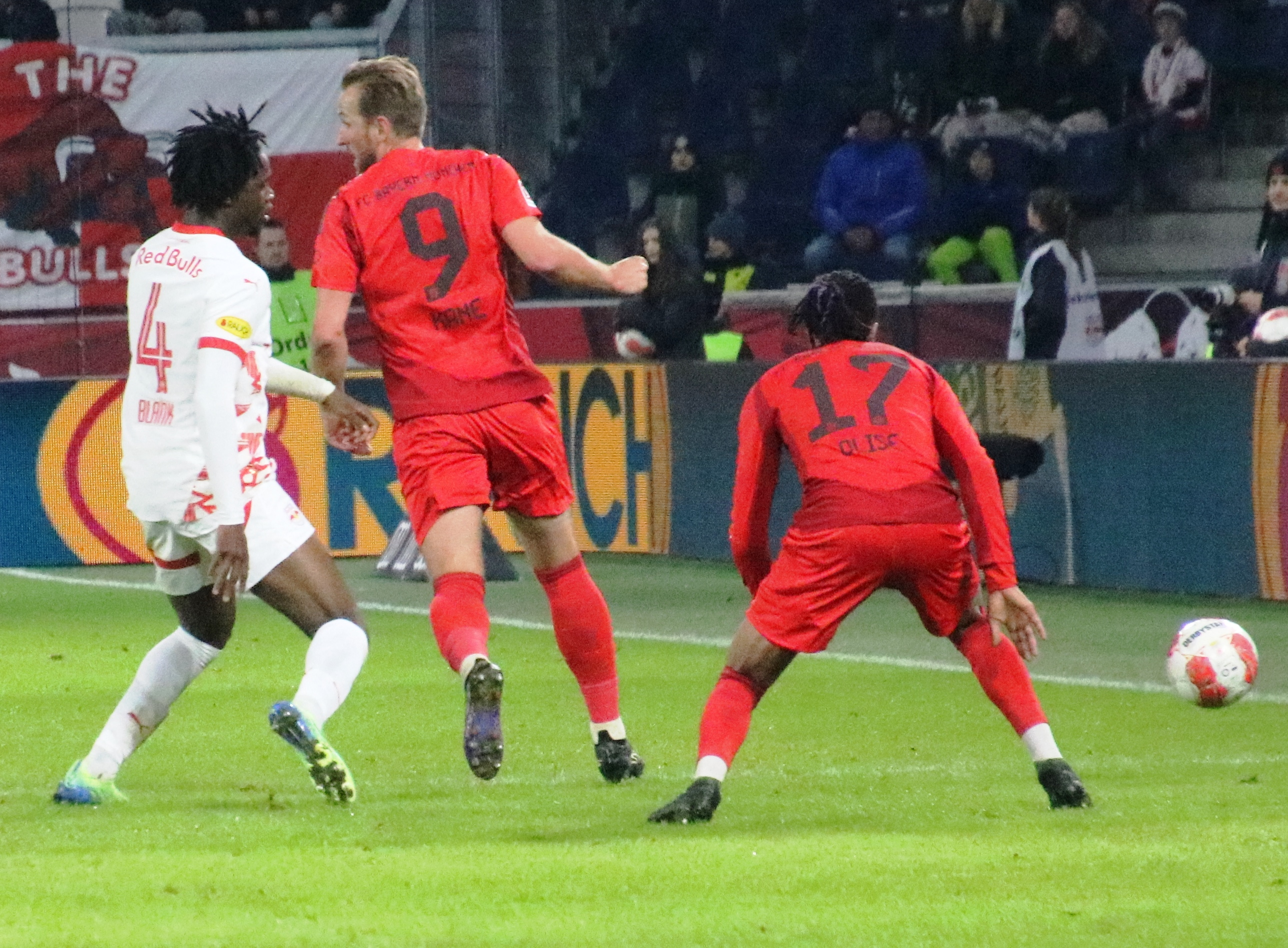
Kane em campo pelo Bayern em 2025.

Kane também destacou-se na Liga dos Campeões ao fazer gols em todas as Fases que esteve em campo. Na estreia, fizera um poker-trick (sendo três gols de pênalti) na avassaladora vitória diante o Dinamo Zagreb por 9–2. Posteriormente, estufou as redes do Barcelona e do Slovan Bratislava antes de ir à Fase Intermediária. Por lá, marcou um tento diante o Celtic. Nas oitavas, marcou três gols em dois jogos, incluindo um doblete no jogo de ida, contra o Bayer Leverkusen. Nas quartas, onde foi eliminado, Harry conseguiu um gol na partida de volta, mas viu a Inter de Milão conseguir a classificação após um placar agregado de 4–3.
Ao findar da temporada, Harry foi um dos grandes goleadores do Futebol Europeu. Em 46 jogos, o inglês chegou a marca de 38 gols e 12 assistências pelo Bayern e brigou ativamente pela artilharia europeia, apesar de, eventualmente, ter sido superado por outros atletas. Apesar de não obter pontos o suficiente para repetir o feito da época passada, sua consistência ofensiva fez com que o centroavante fosse muito elogiado ao longo dos seus jogos e passasse a ser cogitado para integrar, novamente, a lista final da Bola de Ouro – objetivo traçado pelo atacante o começo da época. Jürgen Klinsmann, Campeão do Mundo em 1990, afirmou que Kane deveria estar no "Top 3" da lista.

## Seleção Nacional

### Seleções de Base

##### Campeonato Europeu Sub-19

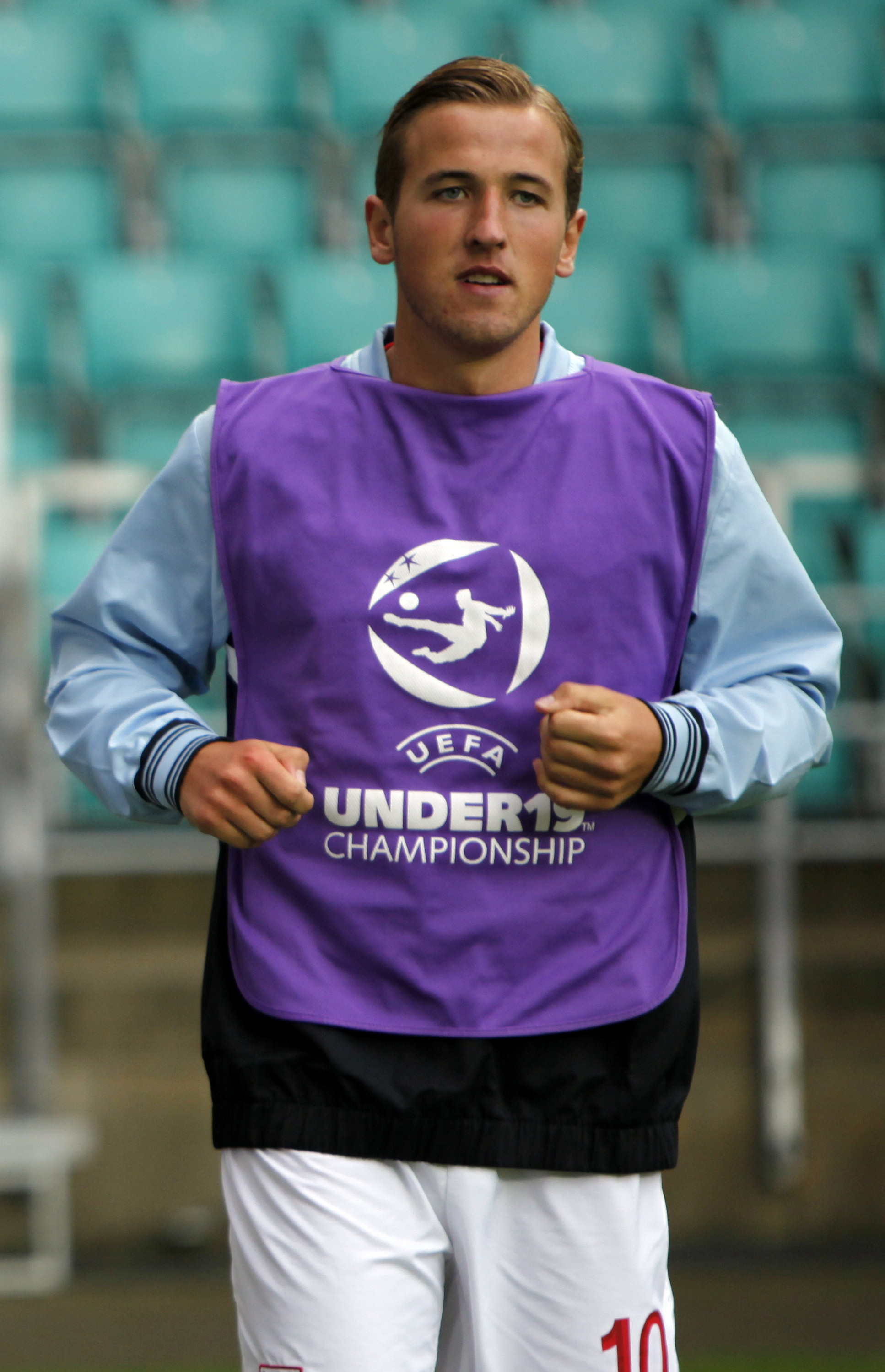
Harry Kane em 2012.

O jogador esteve em campo com a sua seleção na Euro sub-19 de 2012. A seleção conseguiu se sair muito bem, vencendo muitos jogos até chegar na semifinal. Mas eles foram eliminados ao perderem de 2 a 1 na prorrogação para a Grécia sub-19. Kane não esteve em campo nessa partida.

##### Euro Sub-21 de 2015
A seleção de Kane foi eliminada na primeira fase, sem que Kane marcasse um gol sequer. Na competição, eles foram treinados por Gareth Southgate.
Eles só venceram o segundo jogo, de 1-0, contra a Suécia, mas foram derrotados na estreia contra Portugal, e deixaram a competição após perderem de 3-1 da Itália.

### Inglaterra
No dia 27 de março de 2015, Kane fez sua estreia na Seleção Inglesa, em um jogo contra a Lituânia, pela Qualificações para o Campeonato Europeu de Futebol de 2016, que acabou no placar de 4–0. O jogador entrou aos 26 minutos do segundo tempo, e um minuto depois acabou marcando o quarto gol inglês.
Ao decorrer do campeonato, Kane só ficou de fora de 1 jogo, por estar com a seleção sub-21, mas retornou no dia 5 de setembro de 2015 para marcar um dos seis gols da Inglaterra contra a seleção de San Marino. Esse jogo marcou a classificação dos ingleses para Eurocopa do ano seguinte.

### Euro 2016
Foi convocado para disputar a Eurocopa de 2016, participando de todos os quatro jogos da campanha inglesa na competição. Ele não fez gols e viu sua seleção ser eliminada diante a Islândia por 2 a 1.

### Copa do Mundo 2018

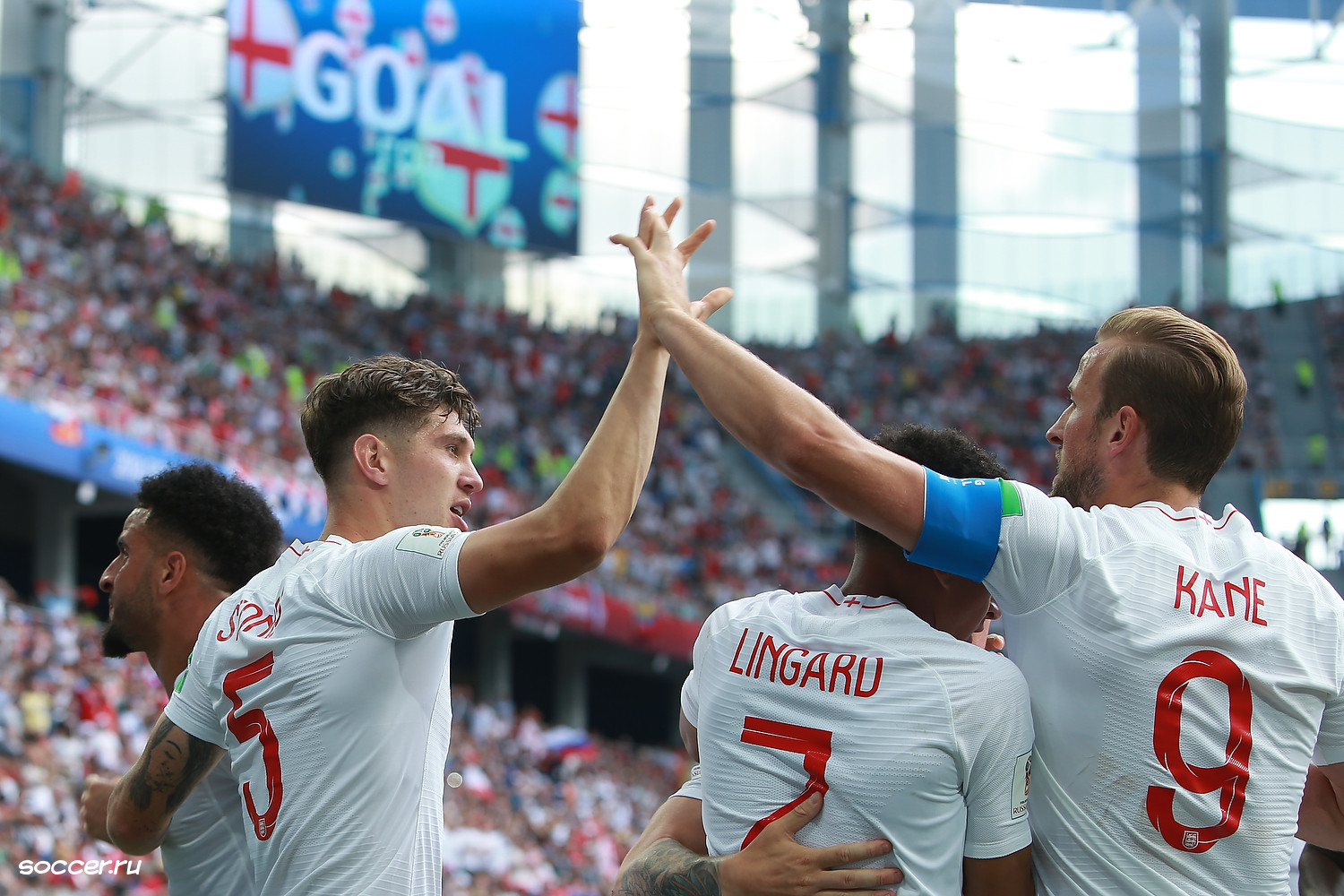
Kane comemorando um gol contra o Panamá junto com John Stones na Fase de Grupos da Copa do Mundo de 2018.

Foi convocado para Copa do Mundo FIFA de 2018, e estreou na competição no dia 18 de junho de 2018. Ele foi o capitão da sua seleção durante todos os jogos que esteve em campo. No primeiro jogo da Copa, a Seleção, no Grupo G, enfrentou a Tunísia e venceram os africanos por 2-1. Os dois gols dos ingleses, incluindo um aos 90 minutos, foram de Harry Kane. A partida seguinte foi contra o Panamá. Aconteceu uma goleada dos ingleses por 6-1 e Kane marcou a metade dos gols nesse jogo.
No último jogo da fase de grupos, o time inglês enfrentou a Bélgica, mas Kane não esteve em campo por opção do treinador Gareth Southgate. Com isso, o time belga venceu pelo placar de 1-0 e se classificou em primeiro do grupo.
Na fase de mata-mata, os ingleses sofreram para enfrentar a Colômbia. Kane abriu o placar, mas viu Yerry Mina empatar o jogo no final do segundo tempo e levar o jogo à Prorrogação. Persistindo o empate, as seleções se enfrentaram em uma Disputa por pênaltis e os europeus saíram vencedores após um placar de 5-4. Kane fez um gol nas cobranças. Jogando as quartas de final, a Inglaterra derrotou a seleção Sueca de futebol por 2-0, mas sem gols de Kane. Era a primeira vez que a Inglaterra ia para uma semifinal de Copa do Mundo desde 1990.

Pela semifinal, no entanto, os ingleses tiveram sua campanha interrompida pelos croatas após empate em tempo regulamentar por 1-1. No fim da partida, na prorrogação, Mario Mandžukić fechou o placar em definitivo por 2-1 e conseguiu fazer sua seleção se classificar à uma final de Copa do Mundo pela primeira vez na história. Um fato cômico nesse gol foi que Mario derrubou um cinegrafista enquanto comemorava com sua seleção o gol.

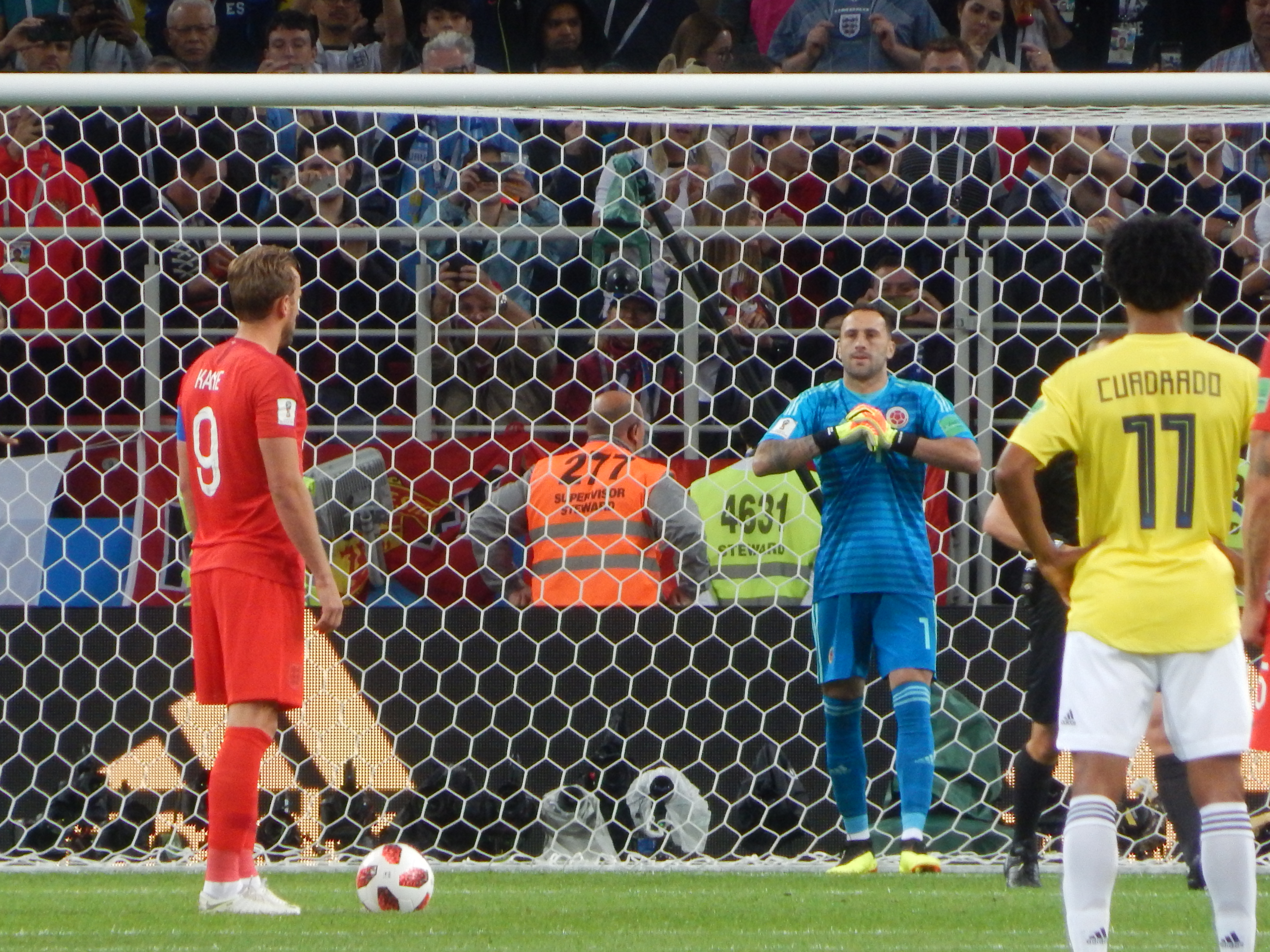
Kane prestes a marcar um gol, contra o goleiro David Ospina, na disputa por pênaltis contra a Colômbia. Juan Cuadrado ao fundo analisa a batida.

Diante a eliminação, Kane disse em entrevista:
| “ | Estamos arrasados porque não chegamos onde queríamos hoje. Ficamos decepcionados. Mas a gente tem que sacudir a poeira e dar a volta por cima. Até eles marcarem o gol, a gente estava ali esperando. Depois que eles fizeram o gol, eles voltaram para a partida. Podíamos ter feito muita coisa melhor. Na Inglaterra, vão falar muito daquela oportunidade perdida. Eles jogaram bem e fizeram um bonito jogo. É difícil dizer exatamente o que aconteceu. Foi excelente ter chegado até esta fase, mas claro que a gente queria continuar e ganhar. Mas faltou esse pouquinho. Dói. Eu não sei mais o que dizer. | ” |

Na Disputa de 3º Lugar, os ingleses voltaram a enfrentar a Bélgica. Todavia, o final foi similar ao primeiro jogo. Os belgas venceram pelo placar de 2-0 e garantiram a 3ª colocação no campeonato. Essa foi a melhor campanha da seleção belga. Ainda que tenha parado de marcar gols nas oitavas de final, Kane fez história ao ser o artilheiro da Copa do Mundo FIFA de 2018.
Harry fez vários gols durante a fase de grupos. Após o jogo final contra a Bélgica na Copa, o artilheiro inglês comentou sobre o assunto:
| “ | Marcamos muitos gols na fase de grupos, mas estou decepcionado porque não marquei nos últimos jogos. Mas tudo bem, às vezes marcamos e as vezes não. | ” |

Kane, naquela edição, ficou a frente de Antoine Griezmann e Romelu Lukaku na disputa pela chuteira de ouro da competição.

### Euro 2020
Foi convocado para a Eurocopa de 2020. O capitão atuou esteve presente em todas as partidas que levaram a Inglaterra à final da competição, a primeira desde a Copa do Mundo de 1966.
Jogando contra a Itália, no entanto, os ingleses não puderam fazer valer o seu favoritismo e foram derrotados nas penalidades. Naquelas batidas, Kane conseguiu fazer um gol, mas viu Marcus Rashford, Jadon Sancho e Bukayo Saka errarem suas cobranças e fazer o título ir às mãos dos italianos. Infelizmente, como os jogadores eram afro-britânicos, muitos deles, principalmente o último, sofreram casos de racismo nas redes sociais. Após os ataques, Kane se posicionou contra esse caso no seu Twitter:
| “ | Três rapazes brilhantes que tiveram a coragem de dar um passe a frente para bater pênaltis decisivos. Eles merecem apoio e não o abuso racista que sofreram desde a noite passada. Se você abusa de alguém nas redes sociais, você não é um torcedor da Inglaterra e nós não queremos você. Pela coragem que vocês mostraram. Pela forma que vocês jogaram. Pela próxima geração que vocês inspiraram. Estamos muito orgulhosos de vocês, rapazes. Mantenham-se de cabeça erguida. | ” |

Kane terminou a competição com quatro gols em sete jogos, empatado com Emil Forsberg, Karim Benzema e Romelu Lukaku. Os artilheiros da competição, com cinco gols em quatro partidas, foram Patrik Schick e Cristiano Ronaldo.

### Copa do Mundo 2022

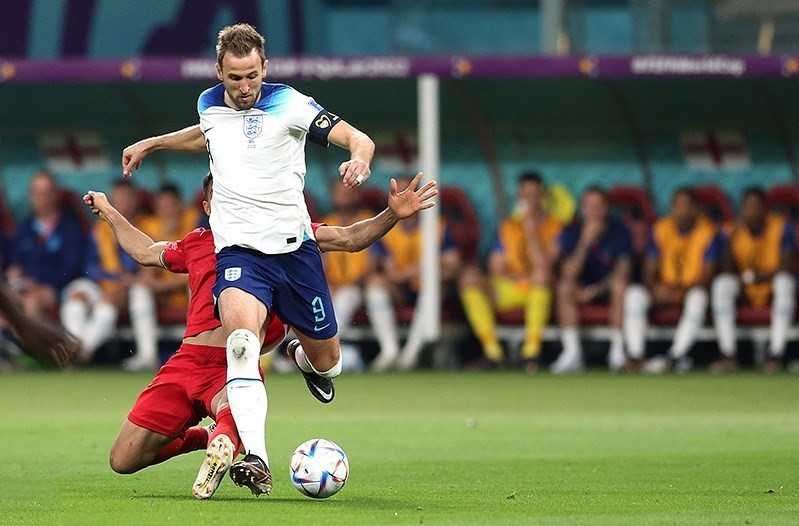
Kane na Copa do Mundo 2022 no Catar com a faixa "No Discrimination".

A Copa do Mundo de 2022 foi recheada de polêmicas mesmo antes de seu início. Por conta da quebra dos direitos humanos, que perseguia pessoas LGBT, e escravizava estrangeiros que vinham em busca de empregos, jogadores como Toni Kroos e Kane se pronunciaram contra a realização da Copa naquele local.
Decidido, Kane buscou usar a braçadeira de capitão com a faixa "One Love" para protestar contra a homofobia no país asiático. Todavia, após a primeira rodada da competição, a FIFA proibiu as braçadeiras e a seleção inglesa precisou se manifestar contra a homofobia de outra maneira, já que quem usasse essa faixa já começaria a partida com cartão amarelo.
Na partida da primeira rodada da fase de grupos contra a seleção do Irã, os ingleses venceram os asiáticos por 6-2, com duas assistências do atacante. Kane usou a faixa "No Discrimination" e a seleção inglesa se ajoelhou no campo antes do apito inicial.
Na sequência da competição, os ingleses empataram em 0-0 com os Estados Unidos e venceram o País de Gales por 3-0, com assistência de Kane, e se classificaram às oitavas de final.

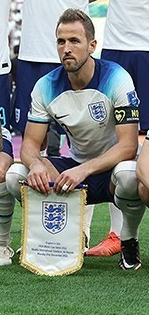
Kane como capitão da Seleção Inglesa na Copa do Mundo de 2022.

Em coletiva, ao ser questionado sobre sua condição física, já que não havia feito gols na competição ainda, o atacante comentou:
| “ | Na Copa do Mundo de 2018, do ponto de vista físico e talvez mental, começamos o torneio muito bem, comecei o torneio com muitos gols e usamos muita energia. Com o decorrer do torneio (em 2018), senti que minhas performances talvez tenham caído nos últimos jogos. Eu estava consciente antes da Eurocopa de tentar fazer o oposto. Eu estava tentando garantir que, física e mentalmente, eu estivesse no melhor lugar para a fase eliminatória. Eu meio que carreguei isso para este torneio. Adoraria estar aqui com dois ou três gols agora, mas acho que a fase de grupos foi boa. Indo para a fase eliminatória, me sinto muito bem. Eu me sinto em forma e afiado. | ” |

Pelas eliminatórias, Harry fez seu primeiro gol naquela edição. Foi contra Senegal na vitória dos Europeus por 3-0 nos africanos. Com aquele gol, Kane se aproximava de empatar com Wayne Rooney na marca de maior artilheiro da seleção. Antes do jogo das quartas, Harry deu uma entrevista comentando sobre o que esperava de sua seleção no decorrer da Copa:
| “ | Não estamos satisfeitos com as quartas. Sabemos que existem equipes muito boas, mas fazemos parte desse grupo de alto nível. Temos a crença e a determinação de que podemos ser bem sucedidos. É algo que vamos demonstrar em campo. | ” |

Na partida seguinte, pelas quartas de final, a Inglaterra enfrentou a França e Kane teve a chance de empatar com o ídolo inglês após um pênalti aos 54 minutos. Na cobrança, o atacante não desperdiçou e garantiu o empate em 1-1 contra os franceses. Na marca dos 84 minutos, mais um pênalti. Kane podia empatar a partida novamente e ultrapassar Rooney, todavia, ele chutou a bola com muita força e a pelota ultrapassou a barreira superior, indo para fora. A partida terminou 2-1 para os franceses e a Inglaterra deu adeus à competição.
Após a partida, Kane lamentou a perda do pênalti:
| “ | Eu sou alguém que, sempre que se prepara, se prepara para um, dois pênaltis. Eu me senti competente para o primeiro, assim como no segundo. O que fez a diferença foi a execução. É claro que dói agora, vai doer por um bom tempo. Mas faz parte de ser capitão e líder do time de assumir a responsabilidade do que aconteceu hoje. Tínhamos total confiança que podíamos alcançar algo especial nesta Copa do Mundo. Mas pequenos detalhes decidiram. Tivemos melhores chances, fomos melhores no jogo. Mas falhamos na execução. Como capitão do time, eu assumo a responsabilidade por perder o pênalti. É difícil. É difícil de aceitar. Mas podemos ficar orgulhosos do grupo, orgulhosos do que fizemos e alcançamos. Isso vai machucar por um período. Mas temos que olhar para o futuro. | ” |

Harry terminou a Copa do Mundo com dois gols em cinco partidas. O jogador se encaminhava para mais uma temporada sem títulos na carreira. Isso foi essencial para que ele buscasse novos ares durante a temporada 2022–23, inclusive recebendo o interesse de outros clubes durante a fase final daquela temporada.

#### Qualificações para o Campeonato Europeu de Futebol de 2024

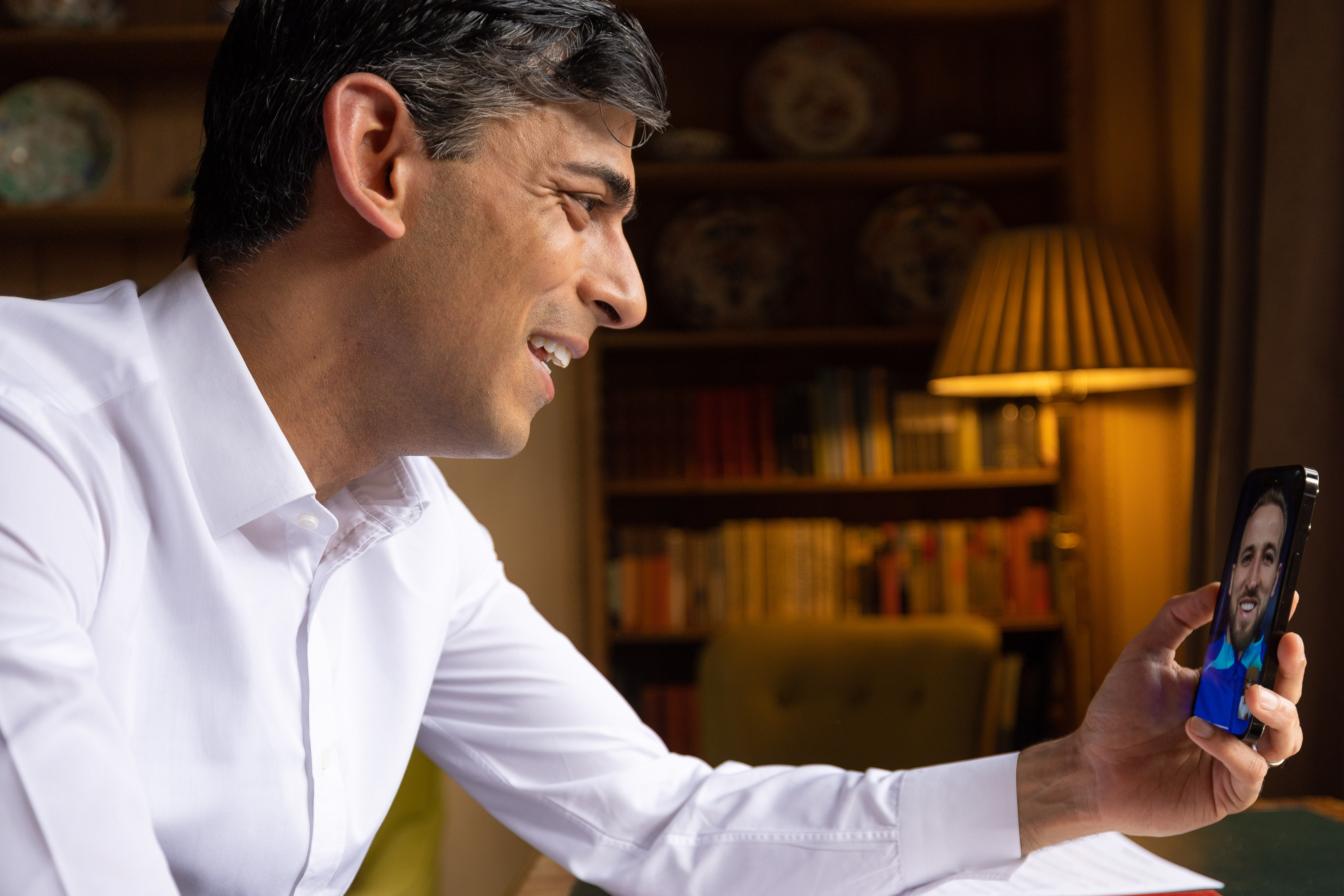
O Primeiro-ministro do Reino Unido conversando com o capitão da Inglaterra por videochamada.

No dia 23 de março de 2023, o jogador marcou o último gol da Inglaterra no primeiro jogo das Eliminatórias contra a Itália. Ao fazer isso, o atacante conseguiu superar o ídolo inglês Wayne Rooney e se sagrou o maior artilheiro da seleção inglesa de futebol. Após a partida, Harry conversou com o Primeiro-ministro do Reino Unido da época, Rishi Sunak, e comentou sobre suas ambições na seleção e na Premier League:
| “                                                                       | Sim, definitivamente quero. Estou chegando mais perto, então com certeza é algo que quero alcançar. | ” |
| — Apesar do comentário, Harry transferiu-se para o Bayern meses depois. | |   |

A partida em questão também marcou a estreia do argentino, naturalizado italiano, Mateo Retegui na seleção italiana. O jogador também marcou um gol na partida.
Na sequência da competição, Kane enfrentou a seleção da Ucrânia e contribuiu com um gol na vitória de 2-0 dos ingleses. Seguindo a competição, após marcar um gol na goleada de 4-0 contra a seleção de Malta, Kane se destacou novamente ao enfrentar a seleção da Macedônia do Norte. Na partida, que terminou 7-0, o capitão inglês marcou duas vezes e deu uma assistência para Bukayo Saka ampliar o placar. A campanha da Inglaterra era sólida, e o time liderava o Grupo C na ocasião.
Na oitava rodada, após Kane marcar 2 gols em uma virada contra a Itália, os ingleses garantiram vaga à Eurocopa de 2024.

### Euro 2024
Harry Kane foi convocado para disputar a Euro 2024 como capitão do time. Nas oitavas de final, Kane chegou a marca de 79 jogos pela Seleção Inglesa, superando Peter Shilton, e se tornou o atleta com mais partidas na história da Inglaterra.
Na campanha até a final, em seus seis primeiros jogos, marcou três gols e pôde ajudar na classificação da Inglaterra para sua segunda final de Euro. Na decisão contra a Espanha, porém, Kane passou em branco e foi substituído para entrada de Ollie Watkins, jogador que havia garantido a vitória dos ingleses na semifinal, mas os espanhóis superaram seus adversários e levantaram o troféu com um 2 a 1 no placar.
Mesmo sem o título coletivo, Kane pode, novamente, estar entre os artilheiros da competição. Com três gols marcados, o centroavante inglês foi um dos seis artilheiros daquela competição.

## Vida Pessoal

#### Condecorações
No dia 28 de março de 2019, o então atacante do Tottenham foi condecorado pelo Príncipe William, no Palácio de Buckingham, como Membro da Ordem do Império Britânico (MBE, na sigla em inglês). O título de MBE é Concedido para os que prestam serviço excepcional para a comunidade, especialmente para quem é exemplo em uma determinada área – no caso de Kane, no futebol. Contente pela conquista, o centroavante inglês declarou:
| “ | Uma verdadeira honra e um dia de enorme orgulho para mim e minha família. Um grande agradecimento aos meus colegas de seleção e à comissão técnica. | ” |

#### Casamento e Filhos
Harry é casado com Kate Goodland, uma mulher que Kane conheceu na infância. Ambos se casaram em 2019, mas o pedido de casamento ocorreu no ano de 2017. Ao se casar, Harry disse:
| “ | Finalmente casei com a minha melhor amiga. Eu te amo. | ” |

O casal possui 4 filhos: Ivy Jane Kane, Vivienne Jane Kane, Louis Harry Kane e Henry Edward Kane. 
Seu quarto filho nasceu no dia 20 de agosto de 2023, quando o atacante tinha 30 anos. Apesar de, na época, o jogador estar na Alemanha, seu filho nasceu na Inglaterra. O parto do bebê ocorreu apenas 2 dias depois do jogador marcar seu primeiro gol pelo Bayern de Munique, no Campeonato Alemão.

## Estatísticas
Atualizado em 6 de fevereiro de 2023

### Clubes
| Equipe            | Temporada        | Campeonato nacional | Campeonato nacional | Campeonato nacional | Copa nacional | Copa nacional | Copa nacional | Competições continentais | Competições continentais | Competições continentais | Total | Total | Total        |
| Equipe            | Temporada        | Jogos               | Gols                | Assistências        | Jogos         | Gols          | Assistências  | Jogos                    | Gols                     | Assistências             | Jogos | Gols  | Assistências |
| ----------------- | ---------------- | ------------------- | ------------------- | ------------------- | ------------- | ------------- | ------------- | ------------------------ | ------------------------ | ------------------------ | ----- | ----- | ------------ |
| Tottenham         | 2011–12          | 0                   | 0                   | 0                   | 0             | 0             | 0             | 6                        | 1                        | 0                        | 6     | 1     | 0            |
| Tottenham         | 2012–13          | 1                   | 0                   | 0                   | —             | —             | —             | —                        | —                        | —                        | 1     | 0     | 0            |
| Tottenham         | 2013–14          | 10                  | 3                   | 0                   | 2             | 1             | 0             | 7                        | 0                        | 2                        | 19    | 4     | 2            |
| Tottenham         | 2014–15          | 34                  | 21                  | 4                   | 8             | 3             | 1             | 9                        | 7                        | 0                        | 51    | 31    | 5            |
| Tottenham         | 2015–16          | 38                  | 25                  | 1                   | 5             | 1             | 0             | 7                        | 2                        | 1                        | 50    | 28    | 2            |
| Tottenham         | 2016–17          | 30                  | 29                  | 7                   | 3             | 4             | 0             | 5                        | 2                        | 0                        | 38    | 35    | 7            |
| Tottenham         | 2017–18          | 37                  | 30                  | 2                   | 4             | 4             | 0             | 7                        | 7                        | 2                        | 48    | 41    | 4            |
| Tottenham         | 2018–19          | 28                  | 17                  | 4                   | 3             | 2             | 1             | 9                        | 5                        | 1                        | 40    | 24    | 6            |
| Tottenham         | 2019–20          | 29                  | 18                  | 2                   | 0             | 0             | 0             | 5                        | 6                        | 0                        | 34    | 24    | 2            |
| Tottenham         | 2020–21          | 35                  | 23                  | 14                  | 6             | 2             | 0             | 8                        | 8                        | 3                        | 49    | 33    | 17           |
| Tottenham         | 2021–22          | 37                  | 17                  | 9                   | 8             | 4             | 0             | 5                        | 6                        | 1                        | 50    | 27    | 10           |
| Tottenham         | 2022–23          | 38                  | 30                  | 3                   | 3             | 1             | 0             | 8                        | 1                        | 2                        | 49    | 32    | 5            |
| Tottenham         | Total            | 317                 | 213                 | 46                  | 42            | 22            | 2             | 76                       | 45                       | 12                       | 435   | 280   | 60           |
| Leyton Orient     | 2010–11          | 18                  | 5                   | 0                   | 0             | 0             | 0             | —                        | —                        | —                        | 18    | 5     | 0            |
| Millwall          | 2011–12          | 22                  | 7                   | 1                   | 5             | 2             | 0             | —                        | —                        | —                        | 27    | 9     | 1            |
| Norwich City      | 2012–13          | 3                   | 0                   | 0                   | 2             | 0             | 0             | —                        | —                        | —                        | 5     | 0     | 0            |
| Leicester         | 2012–13          | 13                  | 2                   | 0                   | —             | —             | —             | —                        | —                        | —                        | 15    | 2     | 0            |
| Bayern de Munique | 2023–24          | 31                  | 35                  | 8                   | 0             | 0             | 0             | 10                       | 7                        | 3                        | 41    | 42    | 11           |
| Total na Carreira | 2011— atualmente | 404                 | 262                 | 53                  | 49            | 24            | 2             | 87                       | 53                       | 15                       | 541   | 338   | 72           |

### Seleção Inglesa
Expanda a caixa de informações para conferir todos os jogos deste jogador, pela sua seleção nacional.
Sub-20
|    | Data                | Local                                    | Resultado | Adversário | Gol(s) | Competição                |
| -- | ------------------- | ---------------------------------------- | --------- | ---------- | ------ | ------------------------- |
| 1. | 23 de junho de 2013 | Estádio da Universidade Akdeniz, Antália | 2–2       | Iraque     | 0      | Copa do Mundo Sub-20 2013 |
| 2. | 26 de junho de 2013 | Estádio da Universidade Akdeniz, Antália | 1–1       | Chile      | 1      | Copa do Mundo Sub-20 2013 |
| 3. | 29 de junho de 2013 | Estádio Bursa Atatürk, Bursa             | 0–2       | Egito      | 0      | Copa do Mundo Sub-20 2013 |

Sub-21
|     | Data                   | Local                                       | Resultado | Adversário    | Gol(s) | Competição                |
| --- | ---------------------- | ------------------------------------------- | --------- | ------------- | ------ | ------------------------- |
| 1.  | 13 de agosto de 2013   | Bramall Lane, Sheffield                     | 6–0       | Escócia       | 0      | Amistoso                  |
| 2.  | 5 de setembro de 2013  | Madejski Stadium, Reading                   | 1–0       | Moldávia      | 0      | Elim. Europeu Sub-21 2013 |
| 3.  | 9 de setembro de 2013  | Estádio Ratina, Tampere                     | 1–1       | Finlândia     | 0      | Elim. Europeu Sub-21 2013 |
| 4.  | 10 de outubro de 2013  | Stadio Olimpico di Serravalle, Serravalle   | 4–0       | San Marino    | 3      | Elim. Europeu Sub-21 2013 |
| 5.  | 19 de maio de 2014     | Liberty Stadium, Swansea                    | 3–1       | País de Gales | 0      | Elim. Europeu Sub-21 2013 |
| 6.  | 5 de novembro de 2014  | Darius and Girėnas Stadium, Žaliakalnis     | 1–0       | Lituânia      | 1      | Elim. Europeu Sub-21 2013 |
| 7.  | 9 de setembro de 2014  | Sheriff, Tiraspol                           | 3–0       | Moldávia      | 1      | Elim. Europeu Sub-21 2013 |
| 8.  | 10 de outubro de 2014  | Molineux Stadium, Wolverhampton             | 2–1       | Croácia       | 1      | Elim. Europeu Sub-21 2013 |
| 9.  | 14 de outubro de 2014  | Stadion HNK Cibalia, Vinkovci               | 2–1       | Croácia       | 0      | Elim. Europeu Sub-21 2013 |
| 10. | 17 de novembro de 2014 | Stade Francis-Le Blé, Brest                 | 2–3       | França        | 2      | Amistoso                  |
| 11. | 11 de junho de 2015    | Estádio Oakwell, Barnsley                   | 1–0       | Bielorrússia  | 0      | Amistoso                  |
| 12. | 18 de junho de 2015    | Stadion Miroslava Valenty, Uherské Hradiště | 0–1       | Portugal      | 0      | Europeu Sub-21 2015       |
| 13. | 21 de junho de 2015    | Andrův stadion, Olomouc                     | 1–0       | Suécia        | 0      | Europeu Sub-21 2015       |
| 14. | 24 de junho de 2015    | Andrův stadion, Olomouc                     | 1–3       | Itália        | 0      | Europeu Sub-21 2015       |

Seleção Principal
|     | Data                   | Local                                     | Resultado   | Adversário    | Gol(s) | Competição               |
| --- | ---------------------- | ----------------------------------------- | ----------- | ------------- | ------ | ------------------------ |
| 1.  | 27 de março de 2015    | Estádio de Wembley, Londres               | 4–0         | Lituânia      | 1      | Elim. Euro 2016          |
| 2.  | 31 de março de 2015    | Juventus Stadium, Turim                   | 1–1         | Itália        | 0      | Amistoso                 |
| 3.  | 5 de setembro de 2015  | Stadio Olimpico di Serravalle, Serravalle | 6–0         | San Marino    | 1      | Elim. Euro 2016          |
| 4.  | 8 de setembro de 2015  | Estádio de Wembley, Londres               | 2–0         | Suíça         | 1      | Elim. Euro 2016          |
| 5.  | 9 de outubro de 2015   | Estádio de Wembley, Londres               | 2–0         | Estónia       | 0      | Elim. Euro 2016          |
| 6.  | 12 de outubro de 2015  | Estádio LFF, Vilnius                      | 3–0         | Lituânia      | 0      | Elim. Euro 2016          |
| 7.  | 13 de novembro de 2015 | Estádio José Rico Pérez, Alicante         | 0–2         | Espanha       | 0      | Amistoso                 |
| 8.  | 17 de novembro de 2015 | Estádio de Wembley, Londres               | 2–0         | França        | 0      | Amistoso                 |
| 9.  | 26 de março de 2016    | Olympiastadion, Berlim                    | 3–2         | Alemanha      | 1      | Amistoso                 |
| 10. | 29 de março de 2016    | Estádio de Wembley, Londres               | 1–2         | Países Baixos | 0      | Amistoso                 |
| 11. | 22 de maio de 2016     | Estádio de Wembley, Londres               | 2–1         | Turquia       | 1      | Amistoso                 |
| 12. | 2 de junho de 2016     | Estádio de Wembley, Londres               | 1–0         | Portugal      | 0      | Amistoso                 |
| 13. | 11 de junho de 2016    | Stade Vélodrome, Marselha                 | 1–1         | Rússia        | 0      | Euro 2016                |
| 14. | 16 de junho de 2016    | Stade Bollaert-Delelis, Lens              | 2–1         | País de Gales | 0      | Euro 2016                |
| 15. | 20 de junho de 2016    | Stade Geoffroy-Guichard, Saint-Étienne    | 0–0         | Eslováquia    | 0      | Euro 2016                |
| 16. | 27 de junho de 2016    | Allianz Riviera, Nice                     | 1–2         | Islândia      | 0      | Euro 2016                |
| 17. | 4 de setembro de 2016  | Estádio Antona Malatinského, Trnava       | 1–0         | Eslováquia    | 0      | Elim. Copa do Mundo 2018 |
| 18. | 10 de junho de 2017    | Hampden Park, Glasgow                     | 2–2         | Eslováquia    | 1      | Elim. Copa do Mundo 2018 |
| 19. | 13 de junho de 2017    | Stade de France, Saint-Denis              | 2–3         | França        | 2      | Amistoso                 |
| 20. | 1 de setembro de 2017  | Estádio Ta' Qali, Ta' Qali                | 4–0         | Malta         | 2      | Elim. Copa do Mundo 2018 |
| 21. | 4 de setembro de 2017  | Estádio de Wembley, Londres               | 2–1         | Eslováquia    | 0      | Elim. Copa do Mundo 2018 |
| 22. | 5 de outubro de 2017   | Estádio de Wembley, Londres               | 1–0         | Eslovênia     | 1      | Elim. Copa do Mundo 2018 |
| 23. | 8 de outubro de 2017   | Estádio LFF, Vilnius                      | 1–0         | Lituânia      | 1      | Elim. Copa do Mundo 2018 |
| 24. | 2 de junho de 2018     | Estádio de Wembley, Londres               | 2–1         | Nigéria       | 1      | Amistoso                 |
| 25. | 18 de junho de 2018    | Arena Volgogrado, Volgogrado              | 2–1         | Tunísia       | 2      | Copa do Mundo de 2018    |
| 26. | 24 de junho de 2018    | Estádio de Níjni Novgorod, Níjni Novgorod | 6–1         | Panamá        | 3      | Copa do Mundo de 2018    |
| 27. | 3 de julho de 2018     | Arena Otkrytie, Moscou                    | 1–1         | Colômbia      | 1      | Copa do Mundo de 2018    |
| 28. | 7 de julho de 2018     | Estádio de Samara, Samara                 | 2–0         | Suécia        | 0      | Copa do Mundo de 2018    |
| 29. | 11 de julho de 2018    | Estádio Lujniki, Moscou                   | 1–2         | Croácia       | 0      | Copa do Mundo de 2018    |
| 30. | 14 de julho de 2018    | Estádio Krestovsky, São Petersburgo       | 0–2         | Bélgica       | 0      | Copa do Mundo de 2018    |
| 31. | 8 de setembro de 2018  | Estádio de Wembley, Londres               | 1–2         | Espanha       | 0      | Liga das Nações da UEFA  |
| 32. | 11 de setembro de 2018 | King Power Stadium, Leicester             | 1–0         | Suíça         | 0      | Amistoso                 |
| 33. | 12 de outubro de 2018  | Stadion Rujevica, Rijeka                  | 0–0         | Croácia       | 0      | Liga das Nações da UEFA  |
| 34. | 15 de outubro de 2018  | Estádio Benito Villamarín, Sevilha        | 3–2         | Espanha       | 0      | Liga das Nações da UEFA  |
| 35. | 18 de novembro de 2018 | Estádio de Wembley, Londres               | 2–1         | Croácia       | 1      | Liga das Nações da UEFA  |
| 36. | 22 de março de 2019    | Estádio de Wembley, Londres               | 5–0         | Tchéquia      | 1      | Elim. Eurocopa 2020      |
| 37. | 25 de março de 2019    | Estádio Pod Goricom, Podgorica            | 5–1         | Montenegro    | 1      | Elim. Eurocopa 2020      |
| 38. | 6 de junho de 2019     | Estádio D. Afonso Henriques, Guimarães    | 1–3         | Países Baixos | 0      | Liga das Nações da UEFA  |
| 39. | 9 de junho de 2019     | Estádio D. Afonso Henriques, Guimarães    | 0 (6)–(5) 0 | Países Baixos | 0      | Liga das Nações da UEFA  |
| 40. | 7 de setembro de 2019  | Estádio de Wembley, Londres               | 4–0         | Bulgária      | 2      | Elim. Eurocopa 2020      |
| 41. | 10 de setembro de 2019 | St Mary's Stadium, Southampton            | 5–3         | Kosovo        | 1      | Elim. Eurocopa 2020      |
| 42. | 12 de outubro de 2019  | Estádio Sinobo, Praga                     | 1–2         | Tchéquia      | 1      | Elim. Eurocopa 2020      |
| 43. | 14 de outubro de 2019  | Estádio Nacional Vasil Levski, Sófia      | 6–0         | Bulgária      | 1      | Elim. Eurocopa 2020      |
| 44. | 14 de novembro de 2019 | Estádio de Wembley, Londres               | 7–0         | Montenegro    | 3      | Elim. Eurocopa 2020      |
| 45. | 17 de novembro de 2019 | Estádio Fadil Vokrri, Pristina            | 4–0         | Kosovo        | 1      | Elim. Eurocopa 2020      |
| 46. | 5 de setembro de 2020  | Laugardalsvöllur, Reiquiavique            | 1–0         | Islândia      | 0      | Liga das Nações da UEFA  |
| 47. | 8 de setembro de 2020  | Estádio Parken, Copenhaga                 | 0–0         | Dinamarca     | 0      | Liga das Nações da UEFA  |
| 48. | 11 de outubro de 2020  | Estádio de Wembley, Londres               | 2–1         | Bélgica       | 0      | Liga das Nações da UEFA  |
| 49. | 14 de outubro de 2020  | Estádio de Wembley, Londres               | 0–1         | Dinamarca     | 0      | Liga das Nações da UEFA  |
| 50. | 15 de novembro de 2020 | Estádio Den Dreef, Lovaina                | 0–2         | Bélgica       | 0      | Liga das Nações da UEFA  |
| 51. | 18 de novembro de 2020 | Estádio de Wembley, Londres               | 4–0         | Islândia      | 0      | Liga das Nações da UEFA  |

## Títulos
Bayern de Munique
- Bundesliga: 2024–25
- Supercopa da Alemanha: 2025[251]

### Campanhas de destaque
Tottenham
- Copa da Liga Inglesa: 2014–15 e 2020–21 (vice-campeão)
- Premier League: 2016–17 (vice-campeão)
- Liga dos Campeões da UEFA: 2018–19 (vice-campeão)

Bayern de Munique
- Supercopa da Alemanha: 2023 (vice-campeão)

Seleção Inglesa
- Copa do Mundo FIFA: 2018 (4º lugar)
- Liga das Nações da UEFA: 2018–19 (3º lugar)
- Eurocopa: 2020, 2024 (vice-campeão)

### Prêmios individuais
- Melhor Jogador Jovem do Millwall Football Club: 2011–12[19]
- Jovem do Ano PFA da Premier League: 2014–15[252]
- Equipe do Ano PFA da Premier League: 2014–15,[253] 2015–16,[254] 2016–17,[255] 2017–18[256] e 2020–21
- 33.º melhor jogador do ano de 2016 (The Guardian)[257]
- 44.º melhor jogador do ano de 2016 (Marca)[258]
- Jogador do Mês da Premier League: janeiro de 2015, fevereiro de 2015, março de 2016, fevereiro de 2017, setembro de 2017, dezembro de 2017 e março de 2022
- Melhor jogador da partida da Copa do Mundo FIFA de 2018: Tunísia 1–2 Inglaterra, Inglaterra 6–1 Panamá e Colômbia 1–1 Inglaterra (oitavas de final)
- Chuteira de Ouro da Copa do Mundo FIFA: 2018
- Playmaker do Ano da Premier League: 2020–21
- Time da Temporada da Bundesliga: 2023–24
- Bota de Ouro da UEFA: 2023–24
- Seleção da Liga dos Campeões da UEFA: 2023–24[259]
- Troféu Gerd Müller: 2024
- 10º Colocado na Ballon d'Or de 2024
- 8° melhor Jogador do ano pela IFFHS: 2024[260]
- Indicado a Seleção do Ano da FIFA: 2024 (FIFPro)
- Jogador do Mês da Bundesliga: outubro de 2024[261]

### Artilharias
- Premier League de 2015–16: (25 gols)[262]
- Premier League de 2016–17: (29 gols)[262]
- Premier League de 2020–21: (23 gols)[262]
- Copa do Mundo FIFA de 2018: (6 gols)[263]
- Bundesliga de 2023–24: (36 gols)
- Liga dos Campeões da UEFA de 2023–24 (8 gols)
- Campeonato Europeu de 2024: (3 gols)[264]
- Bundesliga de 2024–25: (26 gols)

- Premier League de 2015–16 (25 gols)
- Premier League de 2016–17 (29 gols)
- Premier League de 2020–21 (23 gols)
- Maior artilheiro do ano de 2017 (56 gols em 52 jogos)[1]
- Copa do Mundo FIFA de 2018 (6 gols)[2]
- Bundesliga de 2023–24 (36 gols)
- Liga dos Campeões da UEFA de 2023–24 (8 gols)
- Bota de Ouro da UEFA de 2023–24 (36 gols)
- Campeonato Europeu de 2024 (3 gols)
- Troféu Gerd Müller: 2024 (52 gols)

### Recordes e Marcas
- Maior goleador em um ano civil na Premier League: 2017 (39 gols)[1][3]
- Maior Artilheiro da Seleção Inglesa (53 gols)[4]
- Maior Artilheiro do Tottenham (280 gols)[5]
- Jogador que mais vezes venceu o prêmio de Jogador do Mês da Premier League[6]